# Nordhorn
Nordhorn ist die Kreisstadt des Landkreises Grafschaft Bentheim im äußersten Südwesten Niedersachsens an der Vechte. Die Stadt ist eine große Mittelstadt und eine Mitgliedsgemeinde der Euregio, grenzt direkt an die Niederlande und ist unweit der nordrhein-westfälischen Landesgrenze gelegen. Raumplanerisch ist die Stadt als Mittelzentrum mit Teilfunktionen eines Oberzentrums eingestuft und hat die Rechtsstellung einer „selbständigen Gemeinde“. Im Dezember 2024 waren bei der Stadt Nordhorn laut Einwohnermeldeamt 57.359 Einwohner mit Hauptwohnsitz gemeldet.

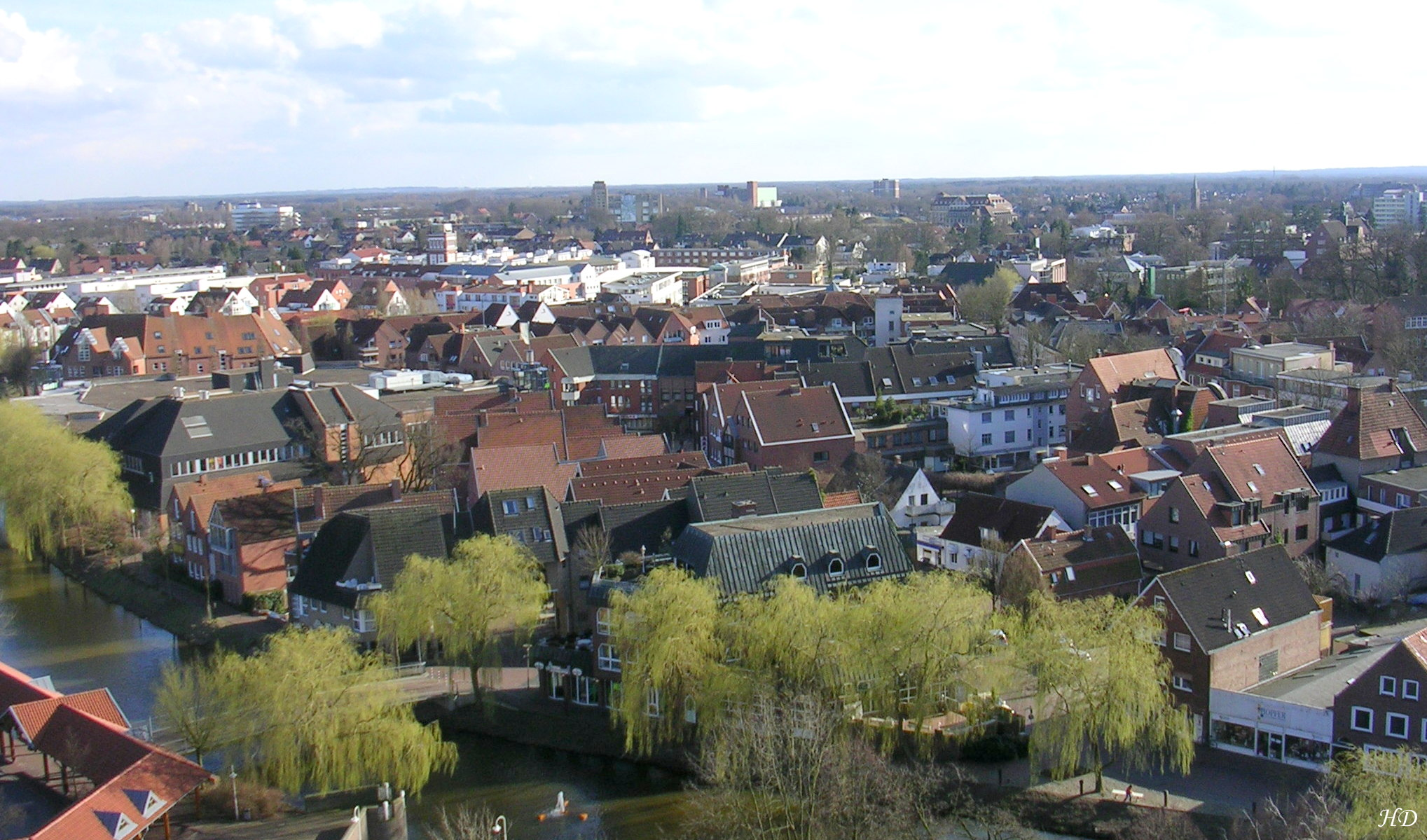
Stadtpanorama

## Namensherkunft
Für Erklärungen zur Namensherkunft von Nordhorn und seinen Stadtteilen siehe Etymologie Nordhorns.

## Geografie

### Geografische Lage
Die Stadt liegt im äußeren Südwesten Niedersachsens, direkt an der Grenze zu den Niederlanden und etwa 20 km nördlich von der Grenze zum Bundesland Nordrhein-Westfalen. Aufgrund ihrer geographischen Lage auf einer Talsandfläche südlich des Bourtanger Moors und kleinerer emsländischer Moorgebiete führte ein bereits im Mittelalter frequentierter ostwestlicher Heer- und Fernhandelsweg von Bremen nach Amsterdam durch das Siedlungsgebiet Nordhorns.
Die nächste Großstadt auf niederländischer Seite ist Enschede, das etwa 28 km südwestlich von Nordhorn liegt. Auf deutscher Seite sind Münster, etwa 78 km südöstlich, und Osnabrück, etwa 80 km östlich, die nächsten Großstädte. Der nächste Ballungsraum, das Ruhrgebiet, liegt etwa 100 km südlich von Nordhorn. Weitere Städte in der nahen Umgebung sind Lingen (Ems) (20 km), Gronau (Westf.) (25 km), Rheine (35 km) und Meppen (40 km).
Die Landschaft um und in Nordhorn wird geprägt durch die Vechte, den Vechtesee, durch den die Vechte fließt, und die Kanäle Süd-Nord-Kanal, Nordhorn-Almelo-Kanal und Ems-Vechte-Kanal.

### Stadtstruktur
Nordhorns „urbane Agglomeration“ besteht aus der Kernstadt und den Dörfern Brandlecht/Hestrup. Hier leben auf einer Fläche von 24,3 km2 rund 53.300 Einwohner, das sind 2195 Einwohner pro Quadratkilometer. In Klausheide leben in einem kleineren urbanen Gebiet rund 1260 Menschen auf einer Fläche von 0,99 km2, das sind 1274 Einwohner pro Quadratkilometer. Die restlichen rund 2100 Einwohner verteilen sich in der Peripherie auf einer Fläche von fast 124 km2.
Per Definition besteht eine „urbane Agglomerationen“ aus Gebieten mit mindestens 1.000 Einwohnern und einem maximalen Abstand von einem Kilometer zwischen den Teilgebieten. Nordhorn gehört zu den wenigen Städten in Deutschland, wo die Einwohnerzahl der „urbanen Agglomeration“ geringer ist als die Gesamteinwohnerzahl. Insgesamt leben 54.162 Einwohner auf 149,87 km2, das sind pro Quadratkilometer 361 Einwohner (Stand 2021).

### Stadtgliederung
Die Stadt Nordhorn ist eine Einheitsgemeinde und besteht aus sieben Gemarkungen, die mit den Gemeinden deckungsgleich sind, die bis zum 28. Februar 1974 bestanden, mit Ausnahme von Hohenkörben, das zur Gemarkung Bimolten gehört. Eine offizielle Stadtgliederung in der Hauptsatzung der Stadt gibt es nicht; die nachfolgende Tabelle enthält daher die Ortsteile und ehemaligen Gemeinden, die seit dem 1. März 1974 die Stadt Nordhorn bilden; Einwohnerstand ist der 31. Dezember 2013.
Nordhorn kann weiter gegliedert werden in den Innenstadtbereich und in die ehemaligen Gemeinden Altendorf, Bakelde, Bookholt, Frensdorf und Frenswegen. In diesen ehemaligen Gemeinden gibt es weitere Stadtviertel: Blanke, Blumensiedlung, Bussmaate, Deegfeld, Feldflur, Frensdorferhaar, Neuberlin, Oorde, Stadtflur, Streng und Wehrmaate.
| Gemarkungen    |
| -------------- |
| Gliederung NOH |

| Name           | Einwohner | Fläche [km²] | EW-Dichte | Gemarkungsnr. |
| -------------- | --------- | ------------ | --------- | ------------- |
| Bimolten       | 251       | 17,14        | 15        | 033148        |
| Bookholt       | 685       | 9,72         | 70        | 033149        |
| Brandlecht     | 921       | 15,43        | 60        | 034201        |
| Hesepe         | 281       | 18,74        | 15        | 033152        |
| Hestrup        | 295       | 11,83        | 25        | 034202        |
| Hohenkörben    | 107       | 3,80         | 28        | 033148        |
| Klausheide     | 1.469     | 20,20        | 73        | 033150        |
| Nordhorn       | 49.394    | 52,95        | 933       | 033151        |
| Stadt Nordhorn | 53.403    | 149,81       | 356       |               |

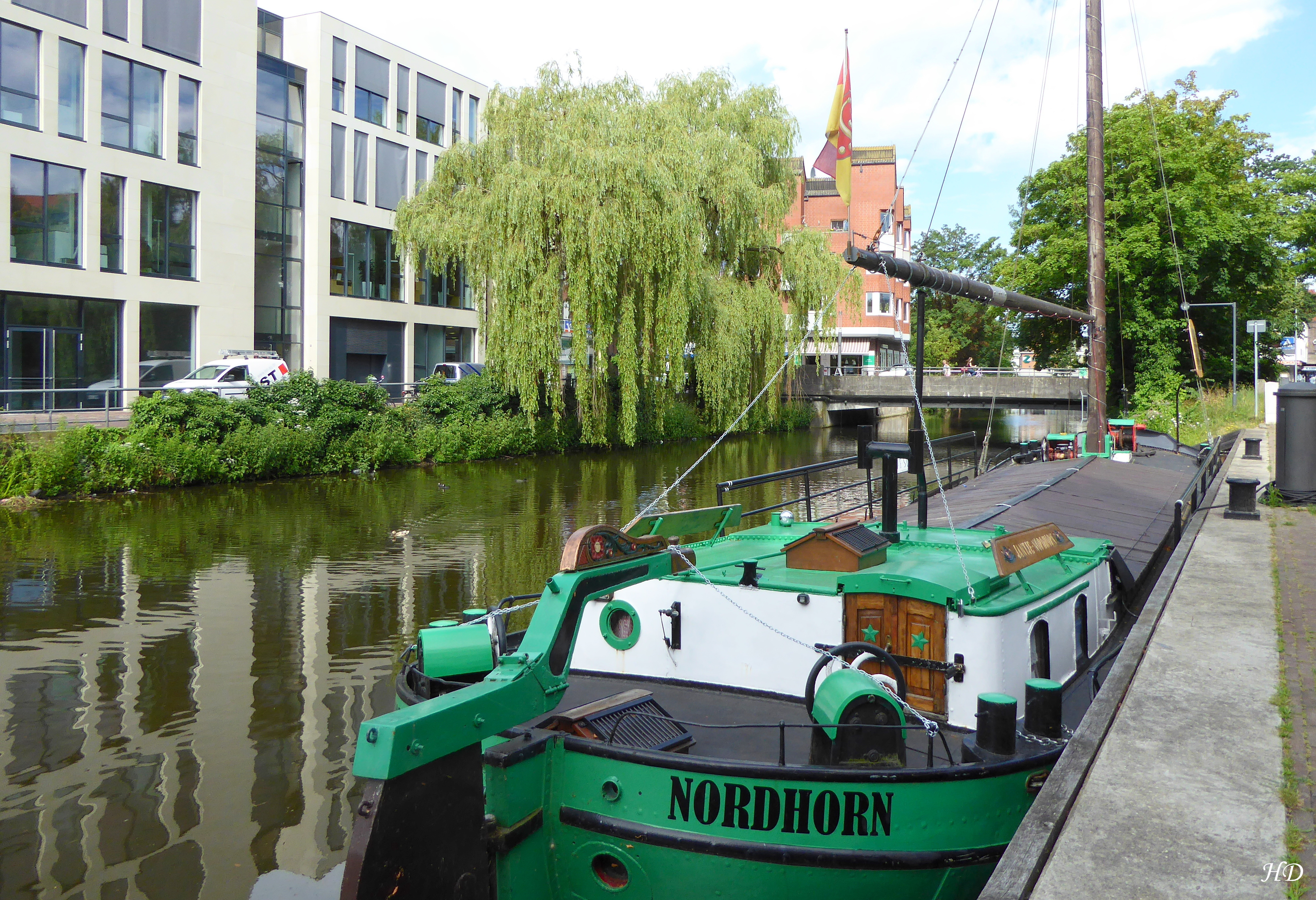
Vechtepartie in der Innenstadt
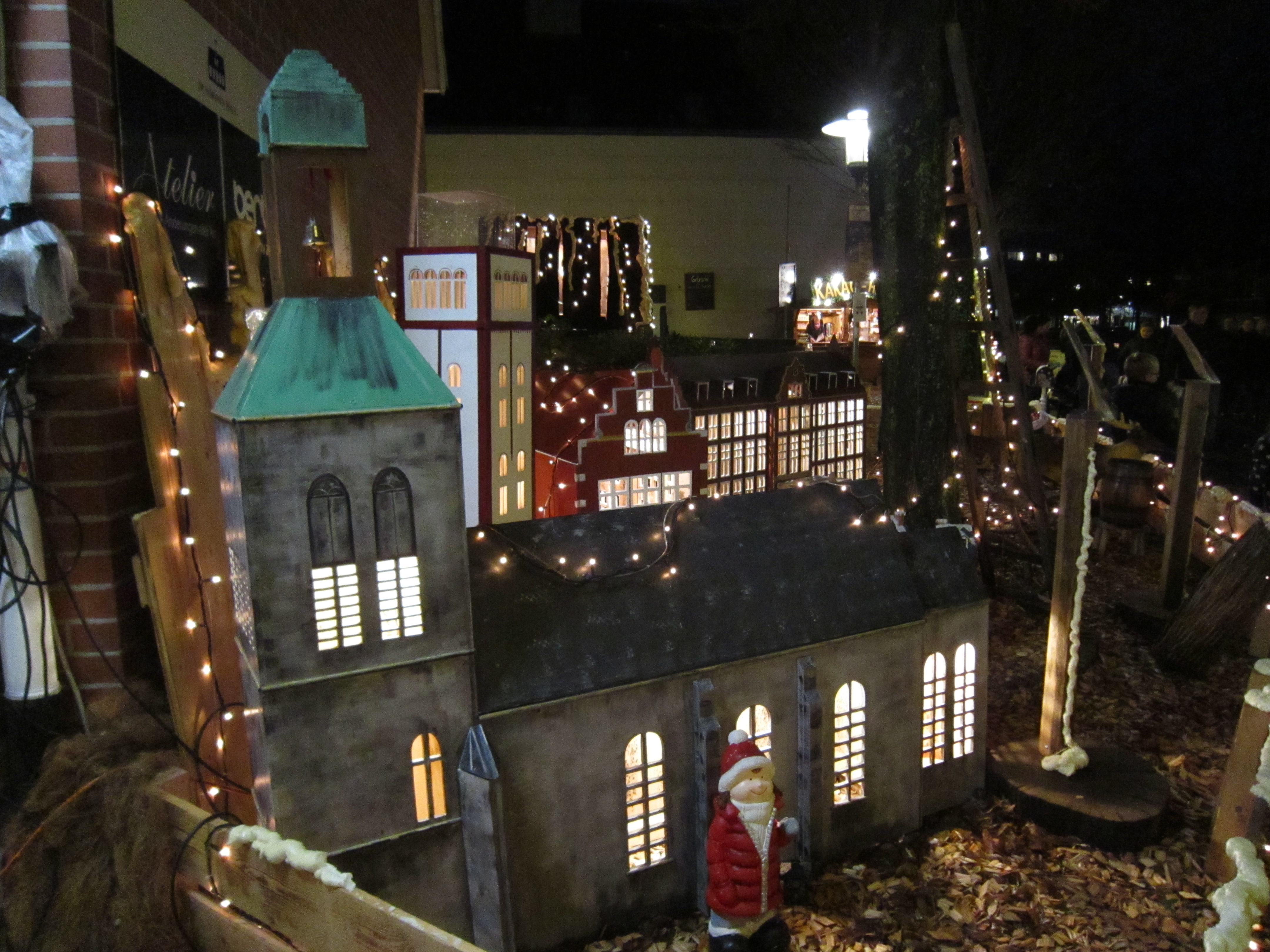
Nordhorn en miniature im Weihnachtsdorf des Innenstadt-Weihnachtsmarkts
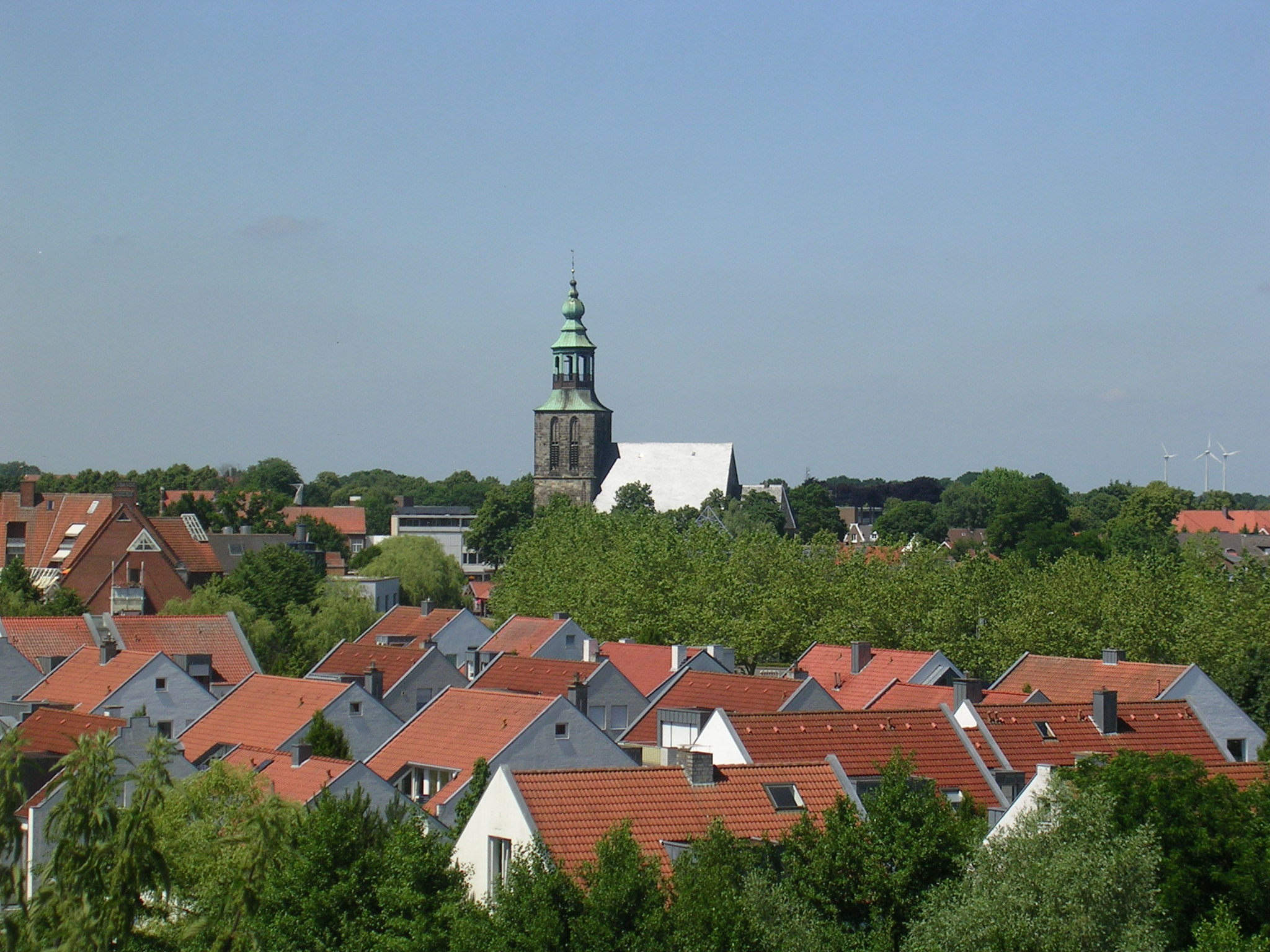
Blick vom Povelberg

### Nachbargemeinden
Folgende Städte und Gemeinden grenzen an die Stadt Nordhorn:

### Klima

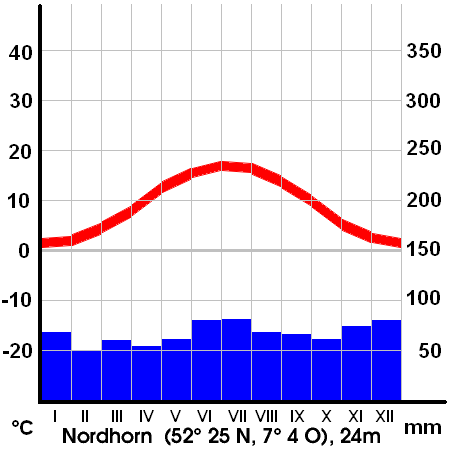
Klimadiagramm für Nordhorn

Nordhorn liegt in der gemäßigten Klimazone Mitteleuropas. Die durchschnittliche Jahrestemperatur beträgt 8,5 Grad Celsius, der mittlere Luftdruck 761,5 Hektopascal und die mittlere jährliche Niederschlagsmenge 700 bis 800 Millimeter. Das Klima ist subatlantisch geprägt mit eher milden Wintern und mäßig warmen Sommern.

## Geschichte
Das Landschaftsgefüge von Nordhorn wurde vor Jahrmillionen durch Klimaveränderungen, vor allem durch die Eiszeiten, geprägt. Die ältesten Ablagerungen in ungefähr zweitausend Meter Tiefe stammen aus dem Karbon. Zur Wende von Kreide und Tertiär formierte sich die Erdkruste hier zu kleineren Faltenwürfen. Im mittleren Tertiär herrschten in der Nordhorner Ebene subtropische Temperaturen. Danach begann eine zunehmende Abkühlung, die mit den Eiszeiten ihren Höhepunkt erreichte. Nach dem Abtauen des letzten Eises hatten sich Niederungen herausgebildet. Starke Winde wehten in der vegetationsfreien Oberfläche Dünen auf. Noch heute findet man im naheliegenden Naturschutzgebiet „Tillenberge“ Reste eines solchen Dünenkomplexes.
Grabungsfunde aus der jüngeren Steinzeit und der folgenden Bronzezeit bezeugen, dass sich bereits vor sechstausend Jahren Menschen auf der Nordhorner Sandebene angesiedelt hatten. In der regenreichen und kälteren Eisenzeit dehnte sich die Besiedlung auf die trockenen Uferhöhen der Vechte aus, was durch zahlreiche Spuren eisenzeitlicher Siedlungen nachgewiesen ist, die die Grundsteine für die späteren Bauerschaften Frensdorf, Bookholt, Altendorf, Hesepe und Bakelde bildeten.
Von 12 v. Chr. bis 10 n. Chr. unternahmen die römischen Feldherren Drusus, Tiberius, Germanicus und Varus insgesamt dreizehn Feldzüge in das damals noch freie Germanien. Vermutlich benutzten sie von ihrem Lager Xanten aus die vorgeschichtlichen Naturwege am Vechteufer und die Sandstege entlang der Moore als Heerstraßen. Diese Landverbindung vom Westen nach Osten sollte später eine wichtige Handelsstraße werden, die Städte wie Brüssel, Amsterdam, Bremen und Hamburg verband.
Gegen Ende des 4. Jahrhunderts drangen mit Beginn der Völkerwanderung von Norden her die Sachsen nach Westen vor. Sie verdrängten die Tubanten weiter westwärts in die Twente. Nach Eroberung des Sachsenlandes durch Karl den Großen entstand die erste Grenzlinie zwischen Franken und Sachsen als Binnengrenze. Zur Zeit Kaiser Karls V. verschob sich diese Grenze nach Osten, weil diese Gebiete in den Herrschaftsbereich Spaniens kamen. Diese Grenze ist heute weitgehend mit der Grenze zu den Niederlanden identisch.

### Mittelalter
Im Jahre 687 sandte Bischof Wilfrid von York zur Christianisierung des ehemaligen Tubantenlandes Missionare über den Ärmelkanal. Willibrord gründete die Diözese Utrecht und Werenfried verbreitete das Christentum im Vechtetal.
Um 800 wurde die Nordhorner Siedlung dem Bistum Münster zugeordnet. Bischof Liudger baute auf einem vorspringenden Sporn in der Vechteaue eine Holzkirche. Um 900 wurde der Name der Siedlung erstmals im Heberegister des Klosters Werden an der Ruhr als Northhornon erwähnt. Dort erfasste man die Abgaben, die Kirchengemeinden (damals Kirchspiele) wie Nordhorn an den Bischof von Münster zu leisten hatten.
Um das Jahr 1180 erwarben die Grafen von Bentheim vom Bistum Münster das Gogericht Nordhorn (eine Art Gerichtsbezirk), das seit dem frühen Mittelalter bestand. Die Grafen bauten inmitten der Vechte auf einer Insel eine Burg, von der bis 1912 Teile erhalten waren. Heute steht dort die katholische St.-Augustinus-Kirche.
Mit Hilfe des künstlich angelegten Mühlendamms und zweier Mühlen gelang es, den Wasserstand der Vechte zu regulieren und die Insel zu besiedeln. Es wurden – vermutlich unter dem Einfluss niederländischer Wasserbauer – weitere Grachten angelegt, die sogenannten Binnenvechten, die die Insel nochmals in vermutlich sechs kleinere Inseln unterteilten. Mit dem Bau zweier Torbrücken und im Schutze der Wasserburg ließ sie sich leichter gegen Angreifer verteidigen als die alte Siedlung um die Marktkirche. Die heutige Hauptstraße dürfte schon damals über die Vechteinsel geführt haben, die sich nun zu einem attraktiven Handelsplatz entwickelt hatte. Kaufleute und Reeder ließen sich hier nieder – ein Marktplatz entstand. Der Name Nordhorn wurde fortan für die an der Schwelle zur Stadt stehende neue Siedlung verwendet, während die alte Siedlung um die Marktkirche das „Alte Dorf“ genannt wurde und bis heute Altendorf heißt.
Nordhorn nahm damals eine Schlüsselstellung an der Flämischen Straße ein. Waren und Güter aus Skandinavien und den Hansestädten fanden ihren Weg durch Nordhorn in die Handelszentren des Westens bis nach Paris.

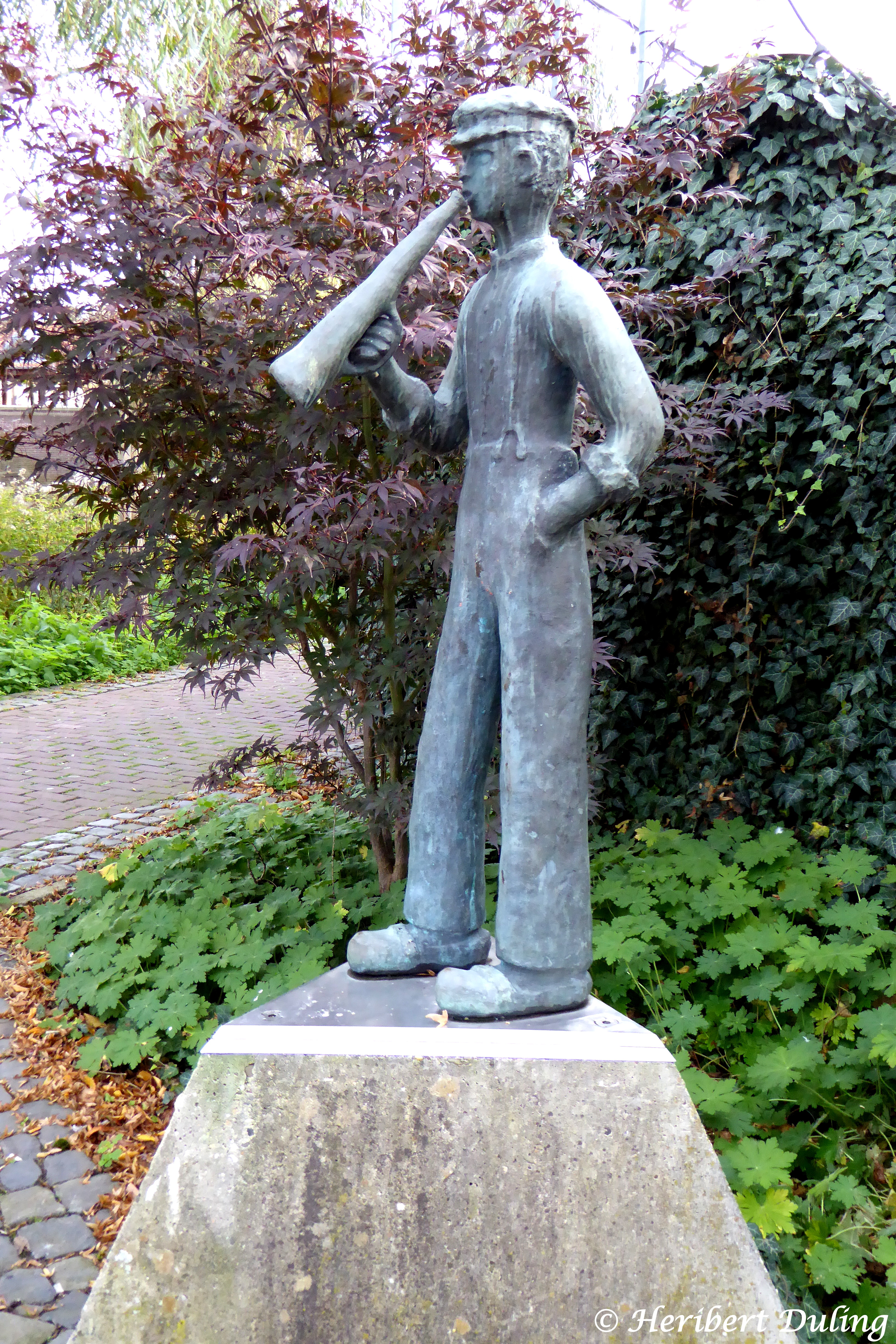
Tuter-Skulptur

Die Vechte war bereits ab Schüttorf schiffbar. Durch den Handel beider Dörfer und dadurch, dass die Binnenschiffer ein Horn bei Nebel benutzten, um sich gegenseitig zu warnen, könnte Nordhorn seinen Namen erhalten haben. Seit den 1970er Jahren steht beim alten Hafen der „Tuter“, ein bronzenes Denkmal, das an die Anfänge der Binnenschifffahrt erinnert. Heinrich Specht sieht es in seiner Stadtchronik von 1941 dagegen als wahrscheinlicher an, dass sich der Name Nordhorn von dem zuerst besiedelten Landsporn, der von Norden wie ein Horn in das Vechtetal hineinragte, ableitet.
Die Vechte ist ca. 167 km lang und hatte im Mittelalter einen direkten Zugang zum Meer: Sie floss bei Zwolle in die Zuiderzee, die damals noch nicht von der Nordsee abgetrennt war und viele Jahrhunderte das Zentrum des niederländischen Seehandels bildete. Nach den Landgewinnungsmaßnahmen der Neuzeit fließt sie heute nördlich von Zwolle ins Zwarte Water, einem Zufluss des nach dem Bau des Abschlussdeichs aus der Zuiderzee entstandenen IJsselmeeres.
Schon 1160 wurden der erste Bentheimer Sandstein in die Niederlande verschifft. Bis zu 1200 Frachtkräne, Prahme und Schuten lagen in einem Jahr hier vor Anker und brachten ihre Güter nach Holland. Zum Stapelplatz wurde die Steinmaate. Die gleichnamige Straße erinnert noch heute daran, dass der Bentheimer Sandstein von hier aus verladen wurde. So wurde zum Beispiel für Prachtbauten, wie das Königliche Palais in Amsterdam, für viele Mühlen, Kirchen, Schleusen, Rathäuser und andere öffentliche Gebäude, Bentheimer Sandstein verbaut. Die zurückkehrenden Schiffe brachten Gewürze, Textilien, Papier sowie Nahrungs- und Genussmittel mit. Handel, Handwerk und Landwirtschaft waren bis Anfang des 19. Jahrhunderts die wesentlichen Wirtschaftsgrundlagen in der Region. Die Schifffahrt auf der Vechte bildete gemeinsam mit dem Fuhrwesen zu dieser Zeit wichtige Erwerbszweige. Die Stadt war in jenen Jahrhunderten der Sitz wohlhabender Kaufleute, Reeder und Schiffer.
Im Zuge des weiteren Ausbaus der Landesherrschaft verlieh Graf Bernhard I. zu Bentheim Nordhorn am neunten Tag nach Pfingsten im Jahre 1379 die an münstersches Recht angelehnten Stadtrechte, die in der Grafschaft Bentheim zuvor Schüttorf (1295) und Neuenhaus (1369) erhalten hatten. 1416 erhielt Nordhorn vom Grafen zu Bentheim das Privileg des Wegegeldes, später durch ein Brückengeld ergänzt wurde. Für die an der Handelsroute der „Flämischen Straße“ gelegenen kleinen Stadt, die zudem Stapelplatz der Vechteschifffahrt Richtung Niederlande war, wurden die Einnahmen für Baumaßnahmen, wie den Wegebau, Brücken, Dammbauten, Befestigungs- und Hafenanlagen, verwendet.
Gräfliche Burg und dörfliche Siedlung bildeten eine Art Insel zwischen den Vechtearmen, die als Handelsumschlagplatz für die Bentheimer Grafen wichtig geworden war. Die Vechte wurde künstlich umgeleitet; mit ihren Binnenvechten ähnelte die Stadt, die seinerzeit auch „Inselnordhorn“ genannt wurde, einer holländischen Grachtenstadt.
Mit der wirtschaftlichen Blüte erreichte auch das kulturelle Leben in diesen Jahren einen Höhepunkt. Augustiner-Chorherren gründeten 1394 das Kloster Marienwolde in Frenswegen. Durch Stiftungen und Schenkungen wurde das Kloster als „Paradies Westfalens“ weit über die Grenzen hin bekannt. Nach der Säkularisation 1806 durch Napoléon Bonaparte gingen die klösterlichen Anlagen und Ländereien in den Besitz des Grafen zu Bentheim über. Die Jahrtausende umfassende Besiedlung und die über 630-jährige Geschichte der Stadt hinterließen neben dem Kloster Marienwolde nur noch wenige bauliche Zeugen aus alter Zeit.
In Anlehnung an die spätromanischen Kirchen im benachbarten Westfalen wurden im 13. Jahrhundert Kirchen aus Bentheimer Sandstein errichtet. Einzig erhaltenes Kunstwerk dieser Zeit ist der Brandlechter Taufstein. Zeuge des 15. Jahrhunderts ist die 1445 eingeweihte Alte Kirche am Markt. Sie wurde unter niederländischem Einfluss im spätgotischen Stil erbaut und zu Ehren des hl. Liudger, des Gründers der ersten Kirche in Nordhorn, geweiht. Der Bau der ursprünglich katholischen St.-Ludgeri-Kirche bedeutete den Aus- und Umbau einer ursprünglich im 13. Jahrhundert errichteten Vorgängerkirche. 1489 erfolgte der Bau eines Glockenturms an der Ludgerikirche. Damit verbunden war die Auflage an die Nordhorner Bürgerschaft zur Bewachung von Turm und Stadt in Kriegs- und Fehdezeiten. Wahrscheinlich arbeiteten drei Generationen an dieser eindrucksvollen dreischiffigen Hallenkirche. Ursprünglich hatte der Turm eine Höhe von 102 Metern und fiel als Wach- und Brandturm unter die Verantwortung des Rates der Stadt. Bei einem schweren Sturm stürzte die Turmspitze auf den vor dem Gebäude liegenden Marktplatz. Die neue Spitze war wesentlich niedriger (ca. 70 Meter) und winddurchlässig. Bei einer Restaurierung des Innenraums der Kirche im Jahre 1967 wurden im Chorraum gotische Wandmalereien freigelegt – die „Nordhorner Apostelbilder“. Sie zeigen die zwölf Apostel und verschiedene biblische Bilder. Die Malereien wurden konserviert, weil man sich nicht darüber einigen konnte, was mit ihnen geschehen sollte, da nach der calvinistischen Kirchenordnung des reformierten Bekenntnisses, das 1588 vom Grafen Arnold II. zu Bentheim eingeführt wurde, auf Bilder und Schmuck in Kirchenräumen zu verzichten ist. Bei einer Renovierung Ende der 1990er Jahre wurden diese Bilder wiederentdeckt und der Kirchenrat entschied, die Bilder mit Reispapier abzudecken, da sie als zu wertvoll erschienen, um sie einfach zu überstreichen.

### 16. bis 18. Jahrhundert
Seit dem späten 17. Jahrhundert wurde die Vechteschifffahrt zum Haupterwerbszweig der Nordhorner. Um 1720 erreichte der Warenverkehr über die Vechte ein Ausmaß, das Nordhorn über das gesamte 18. Jahrhundert hinweg zu einer Stadt der Flussschiffer, Schiffsbauer und Fuhrleute werden ließ. Ab Nordhorn war die Vechte schiffbar.
1752 entstand das erste Nordhorner Rathaus in der Hauptstraße. 1912 wurde das Rathaus durch einen Stadtbrand zerstört. 1913/14 entstand das neue Rathaus in der damaligen Gemeinde Altendorf, gleich gegenüber der Lingener Torbrücke.
Aus Geldnot verpfändete das Fürstliche Haus zu Bentheim die Grafschaft bis 1813 an das Kurfürstentum Hannover (ab 1814 das Königreich Hannover). Damit wurde die Stadt Nordhorn nicht mehr aus Bentheim, sondern dem fernen Hannover regiert.
Durch Kriege und Epidemien stark dezimiert, musste die Stadt im 17. und 18. Jahrhundert mehrere Besetzungen und Truppendurchzüge erdulden. Der Siebenjährige Krieg zwischen Frankreich auf der einen und England und Preußen auf der anderen Seite traf auch Nordhorn. Während der Graf zu Bentheim sich auf die französische Seite stellte, war das Kurfürstentum Hannover mit den Briten und Preußen verbündet. Im 80-jährigen Freiheitskampf der Niederländer gegen die Spanier war Nordhorn Durchgangsstation für spanische Truppen, da die benachbarte Grafschaft Lingen zum spanischen Territorium gehörte. Zeitweise soll der Prinz von Parma mit 6.000 Soldaten um Nordhorn gelagert haben.
Während des Dreißigjährigen Krieges zogen Schweden, Hessen, Lüneburger und kaiserliche Truppen über die alte Flämische Heer- und Handelsstraße durch Nordhorn – alle wollten aus den kärglichen Ernteerträgen verpflegt werden. Der ausgebeuteten Stadt blieb jedoch kaum Zeit, sich von den Kriegswirren zu erholen. Schon wenige Jahre später führte der streitbare Bischof Christoph Bernhard von Galen aus Münster in der Ebene vor Nordhorn gegen die Niederländer einen Krieg, der 1666 mit dem Nordhorner Frieden endete. Im Zuge des Wiederaufbaus nach dem Dreißigjährigen Krieg erlebte Nordhorn einen Aufschwung von Handwerk und Handel. Der Graf zu Bentheim stellte „Gildebriefe“ aus, die verschiedenste Gewerbe vor außerörtlicher Konkurrenz schützten.

### 19. Jahrhundert
Zur Zeit Napoleons herrschte in Nordhorn erneut geschäftiges Treiben. In diesen Jahren wuchs der Handelsplatz an der Vechte, zwei Häfen bestimmten das Bild der Stadt. Die gegen den englischen Handel gerichtete Kontinentalsperre Napoleons ließ Nordhorn ab 1806 zu einem Zentrum des Schmuggels werden. Zudem wurden alle alten Gilden und Zünfte zugunsten der Gewerbefreiheit aufgelöst. Die weiten Moor- und Heideflächen begünstigten diesen einträglichen Handel. Bis zu ihrem endgültigen Abzug im Jahre 1813 modernisierte die französische Herrschaft die Verwaltung und Wirtschaft der Stadt Nordhorn. Die Kernstadt Nordhorn und die umliegenden ländlichen Gemeinden wie Bakelde, Altendorf, Frensdorf, Frenswegen, Brandlecht, Hestrup und Hesepe wurden 1809 unter gemeinsame Verwaltung gestellt. Von nun an wurden Geburts-, Tauf- und Sterberegister geführt und das Schulwesen erneuert.
Als im Krieg gegen Preußen auch Nordhorner Bürgersöhne zum französischen Heer eingezogen werden sollten, erhob sich ab 1807 zunehmender Protest gegen die französische Herrschaft. Die Stadt heuerte zunächst junge Männer aus verarmten Grafschafter Familien an. Im Vorfeld des Russlandfeldzuges von Napoleon wurden allerdings auch Nordhorner selbst zum Dienst in der französischen Armee verpflichtet. Auch in den napoleonischen Kriegen zum Ende des 18. Jahrhunderts wurde Nordhorn mehrfach von französischen Truppen besetzt und bis 1813 unter französische Verwaltung gestellt. In der Völkerschlacht bei Leipzig besiegten Truppen einer Koalition aus Preußen, Russland und Österreich das Heer Napoleons. Die hannoverschen Lande und die Niederlande wurden befreit. Am 17. November 1813 zogen russische Koalitionstruppen in Nordhorn ein und beendeten die Zeit der französischen Herrschaft.
Infolge der Neuordnung der politischen Landschaft Europas durch den Wiener Kongress 1814/15 kam der bis zu diesem Zeitpunkt florierende Transithandel in Nordhorn abermals zum Erliegen. Die Staatsgrenze wurde Zollgrenze, womit man dem nach Westen orientierten Nordhorner Handel seine Grundlagen entzog. In den Folgejahren verarmte die Stadt. Nordhorn und die Grafschaft gerieten zudem zu einem verkehrstoten Winkel im wirtschaftlichen und geographischen Abseits, da die Preußen die Ems ausbauten, um den Handel über die Nordseestädte zu stärken. Da die Vechte nicht zeitgemäß ausgebaut werden konnte und versandete, wurde der Fluss für Frachtschiffe zunehmend unpassierbar und so kam der Schiffsverkehr zum Erliegen. Händler und Spediteure verließen die Stadt. Die Städter wurden zu Ackerbürgern. Nur die Heimweberei brachte noch Verdienstmöglichkeiten, ganze Familien wanderten nach Amerika aus.
Das Jahr 1839 gilt als Gründungsjahr der Nordhorner Textilindustrie. An der Handelsstraße entstand die erste mechanische Schnellweberei durch Willem Stroink aus Enschede. Hier wurde  Baumwolle (Kattun) verarbeitet und Watertwist („Wassergarn“) gewebt. Weitere Betriebe gründeten 1864 Jan van Delden und 1851 Josef Povel und Hermann Kistemaker. Die Textilherstellung wurde zum Schrittmacher für die darniederliegende Wirtschaft. Der Grundstein für die Entwicklung zu einer der größten deutschen Textilstädte war gelegt. Mit der Aufnahme der Massenproduktion von Schürzenstoffen, den „Nordhorner Waterschürzen“, begann 1889 der Aufstieg Nordhorns mit seinen damals 3000 Einwohnern zu einem der bedeutendsten Zentren der deutschen Textilindustrie.

Nordhorn war dem Amt in Neuenhaus und der Landdrostei Osnabrück unterstellt. Durch die preußischen Annexionen in der Folge des Krieges von 1866 wurde das Königreich Hannover unter König Georg V. von Hannover zur preußischen Provinz. Mit Verlust der Unabhängigkeit des Königreichs Hannover kam auch die Grafschaft Bentheim 1866 nach dem Deutschen Krieg unter die Herrschaft des Königreichs Preußen das zu der Zeit von König Wilhelm I. (in Personalunion Deutscher Kaiser) regiert wurde. Von 1866 bis zur Deutschen Reichsgründung 1871 war die Grafschaft Bentheim unter Fürst Ludwig zu Bentheim nunmehr Teil der Provinz Hannover des Königreichs Preußen im Norddeutschen Bund und ab 1871 im Deutschen Kaiserreich.

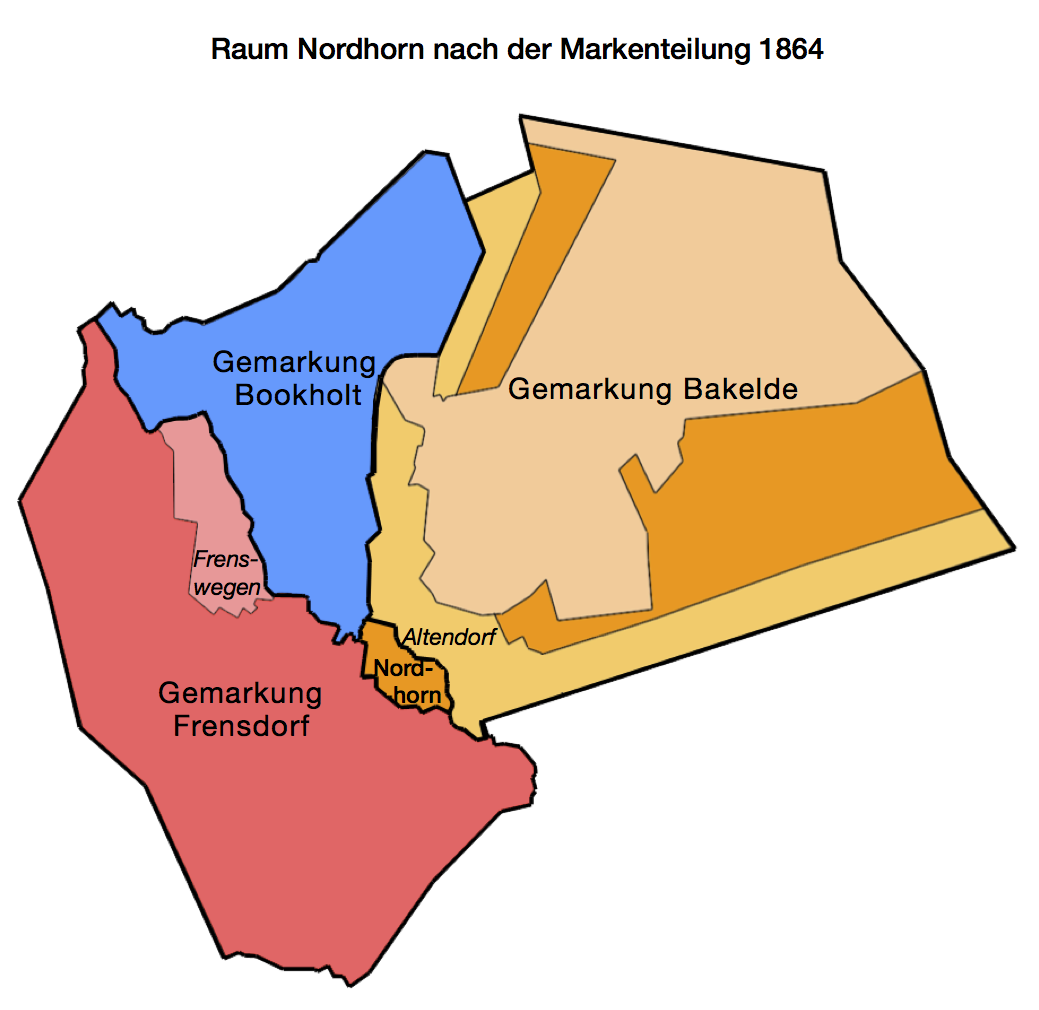
Gemarkungen und Gemeinden nach der Markenteilung von 1864 im Raum Nordhorn

Bürgermeister der Stadt war von 1843 bis 1872 der Apotheker und Chemiefabrikant Ernst Firnhaber, dessen Haus in der Hauptstraße im Mittelpunkt des damaligen gesellschaftlichen Lebens stand. Mit seinen klassizistischen Bauelementen ist es das letzte architektonische Beispiel eines herrschaftlichen Bürgerhauses aus dem 18. Jahrhundert. Hinter der Apotheke richtete er die erste Chininfabrik Deutschlands ein. 1843 wurden 32.403 Pfund Chinarinde verarbeitet und exportiert.
1864 wurde die gemeinsame Bakelder Mark zwischen den Gemeinden Altendorf, Bakelde und Nordhorn geteilt. Da jeder Gemeinde bestimmte Anteile an Heide-, Moor- und Ackerland zustanden, entstanden keine zusammenhängenden Gemeindegebiete.
In den 1890er Jahren wurde Nordhorn in ein Netz von künstlichen Wasserstraßen einbezogen. Über die Ems, den Dortmund-Ems-Kanal und den Ems-Vechte-Kanal transportierte man die Kohle aus dem Ruhrgebiet in das aufstrebende Textilzentrum. Ab 1898 wurde Ruhrkohle gleichermaßen in der neuen Gasanstalt genutzt, zunächst zur Herstellung von Leucht-, dann auch von Stadtgas. Mit dem Nordhorn-Almelo-Kanal sorgte man für den Anschluss an das niederländische Wasserstraßennetz, und mit dem Bau des Süd-Nord-Kanals wurde der Torfhandel belebt. Wenn auch heute sämtliche Kanäle für die Nutzschifffahrt keine Bedeutung mehr haben, so ist ihr Freizeitwert jedoch hoch einzuschätzen. Die Bentheimer Eisenbahn brachte 1895 den Eisenbahnanschluss an das internationale Netz.
Ende 1897 genehmigte der Nordhorner Stadtrat einem Bremer Unternehmer die Errichtung einer neuen Gasanstalt, die im Herbst 1898 in Betrieb ging. 1905 beauftragte der Rat der Stadt einen Bremer Zivilingenieur mit dem Bau des ersten Nordhorner Wasserwerks.

### 20. Jahrhundert

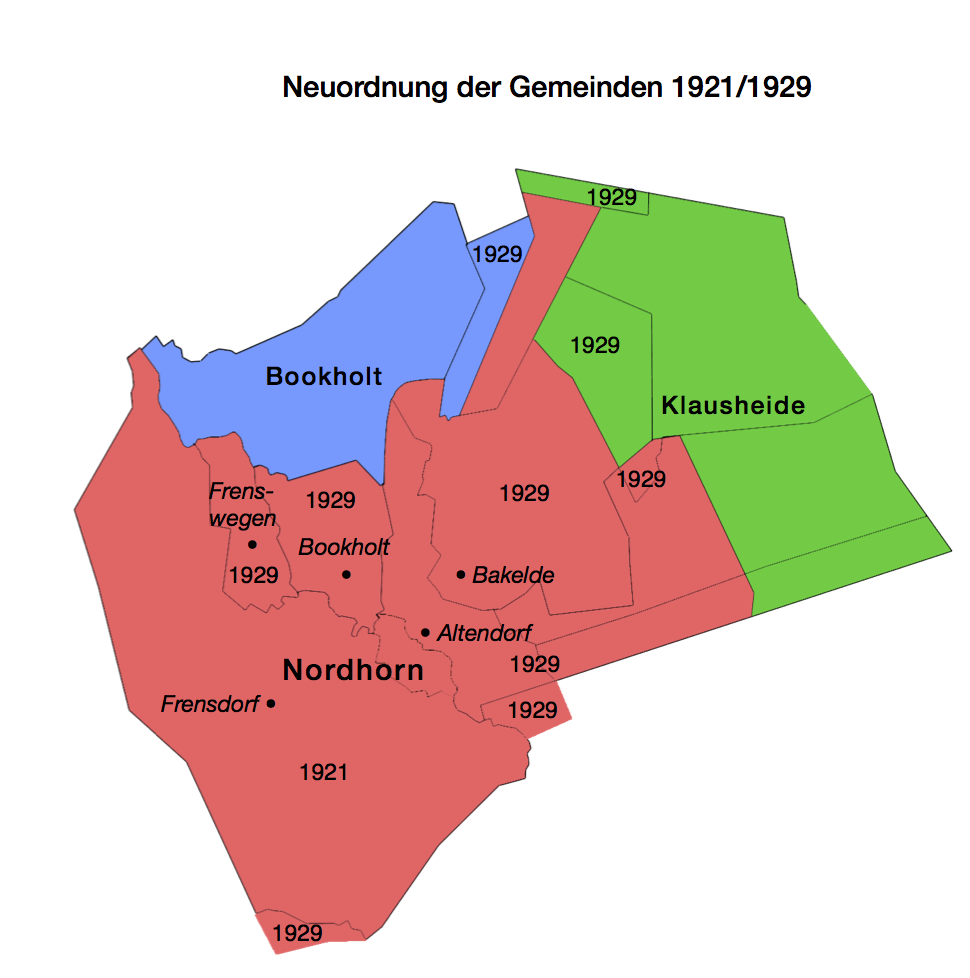
Neuordnung der Gemeinden im Raum Nordhorn 1921/1929

Im Jahr 1904 wurde unmittelbar an der Stadtgrenze zu Nordhorn in der Gemeinde Bookholt zunächst die Siedlung Bußmaate für die wachsende Zahl der Textilarbeiter gebaut. Es folgten weitere Siedlungen im Südteil der Gemeinde. Eine Eingemeindung dieses Südteils nach Nordhorn schlug 1913 zunächst fehl. 1921 wurde die Gemeinde Frensdorf eingemeindet, auf deren Gebiet die meisten Textilfabriken lagen und die mittlerweile deutlich mehr Einwohner hatte als Nordhorn. 1929 erfolgte eine Neuordnung der Gemeinden im Raum Nordhorn: Am 1. April wurde der Gutsbezirk Frenwegen nach Nordhorn eingemeindet; am 1. Juli wurde die 1913 fehlgeschlagene Eingemeindung des südlichen Zipfels der Gemeinde Bookholt realisiert, außerdem wurden große Gebiete der Gemeinden Bakelde und Altendorf eingemeindet. Im Süden kamen kleinere Flurstücke der Gemeinden Brandlecht und Hesepe hinzu. Es verblieben die Restgemeinden Bookholt und Bakelde; Bakelde wurde 1931 umbenannt in Klausheide, da der größte Teil der Gemeinde zum Gebiet des 1914 errichteten Mustergutes Clausheide gehörte.
In den Textilunternehmen fanden in diesen Jahren etwa 1500 Menschen Beschäftigung. Die 1930 einsetzende Weltwirtschaftskrise bewirkte, dass viele Arbeitssuchende aus allen Gegenden des Deutschen Reichs nach Nordhorn kamen. Bis 1939 wuchs die Zahl der Einwohner Nordhorns auf 23.457; dabei ist auffällig, dass nur knapp ein Drittel der Einwohnerschaft in Nordhorn geboren wurde. Der ungewöhnliche wirtschaftliche Aufstieg trug Nordhorn in diesen Jahren den Beinamen „Klein Amerika“ ein.

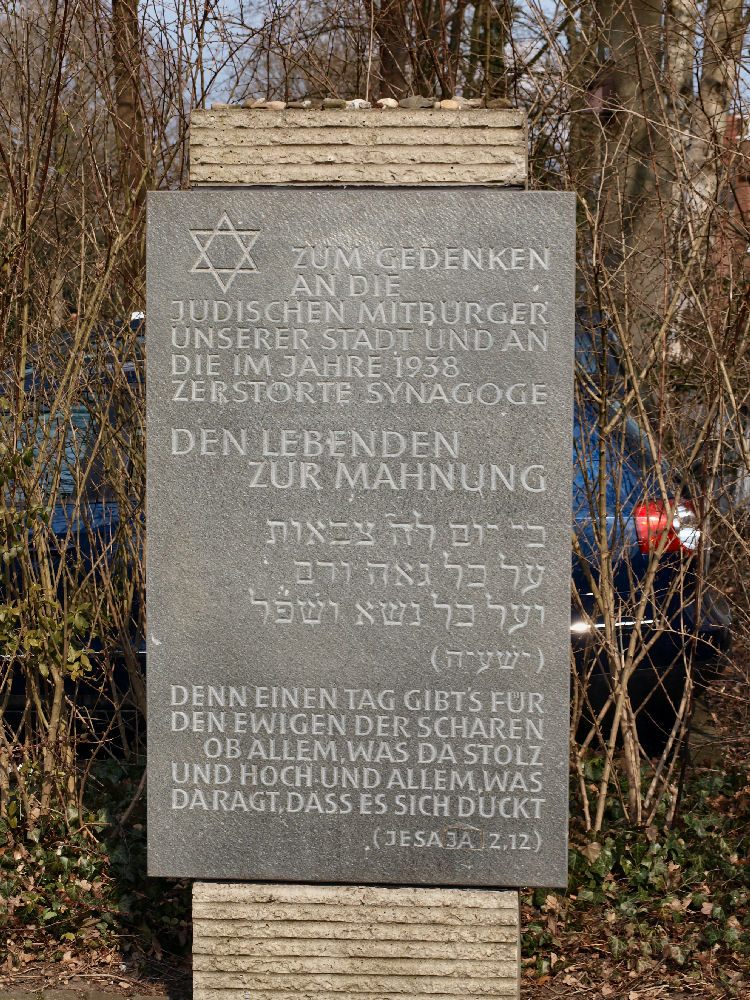
Gedenktafel in der Synagogenstraße

Auch das Dritte Reich hinterließ in Nordhorn seine Spuren. Die kleine jüdische Gemeinde wurde zerschlagen (siehe auch Liste der Stolpersteine in Nordhorn).
Der alte jüdische Friedhof wurde 1937 zerstört; Teile des neuen jüdischen Friedhofs blieben erhalten. Die Synagoge wurde im November 1938 (Novemberpogrome 1938 ) völlig zerstört.
Die alte flämische Handelsstraße wurde von den deutschen Truppen, die am 10. Mai 1940 in die Niederlande einmarschierten, als Heerstraße genutzt (heute Bundesstraße 213 Richtung Grenze). Teile der Bevölkerung erlebten diese Zeit mit sehr gemischten Gefühlen – war man doch durch verwandtschaftliche und freundschaftliche Bande über die Grenze hinweg mit den niederländischen Nachbarn verbunden. Darauf konnten besonders die Verfolgtenhilfe und die Widerstandsbewegungen bauen. Adolf Pazdera und Ferdinand Kobitzki, Nordhorner KPD-Funktionäre und Gewerkschaftssekretäre, wurden verfolgt, mehrfach verhaftet und 1944 in Konzentrationslagern ermordet.
Am 2. April 1945 besetzten britische Truppen (die 43rd (Wessex) Infantry Division, die 3rd Division und die Guards Armoured Division) Nordhorn, das nicht ernsthaft verteidigt worden war.

### Seit 1945

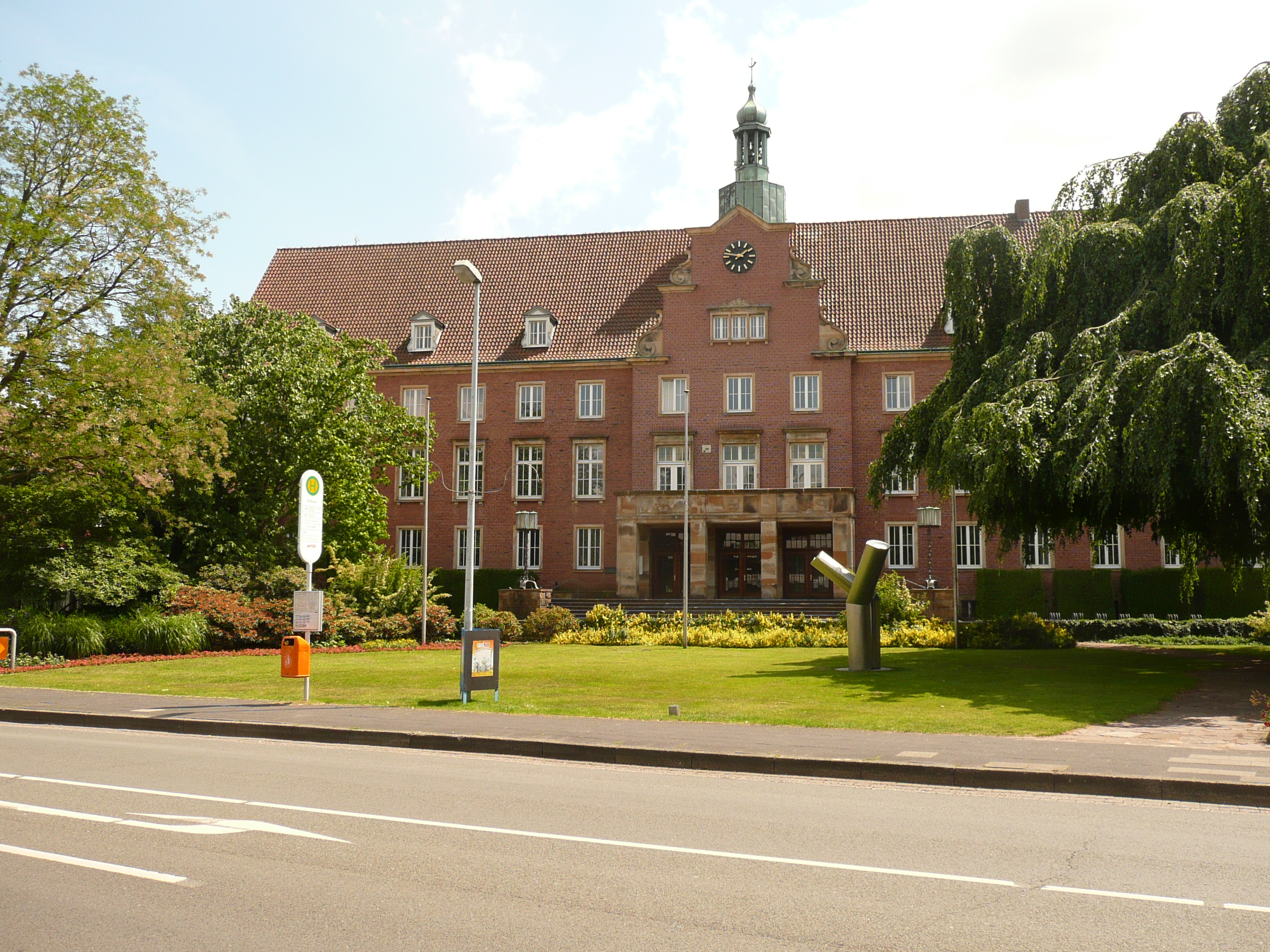
Rathaus

Nach Kriegsende kamen aus den ehemaligen deutschen Ostgebieten nahezu zehntausend Heimatvertriebene nach Nordhorn, die hier eine neue Heimat fanden. Die Stadt zählte bald schon über 30.000 Einwohner. Ein neuer Stadtteil mit heute ca. 13.000 Einwohnern, die Blanke, entstand. Die britische Militärverwaltung verlegte den Kreissitz von Bentheim nach Nordhorn, das zum Verwaltungszentrum und kulturellen Mittelpunkt der Grafschaft Bentheim wurde.
In den frühen Wirtschaftswunderjahren wurden 1952 nach Plänen des Architekten Ernst Kreytenberg mehrere Wohnhausbauten errichtet.
Bis weit in die 1970er Jahre hinein boomte die Textilindustrie mit ihren Großunternehmen NINO, Povel und Rawe. Um 1960 arbeiteten 12.000 Menschen in der Nordhorner Textilindustrie, allein das größte Unternehmen NINO beschäftigte 6000 Mitarbeiter. Die Einwohnerzahl stieg auf über 40.000 Menschen an.
Gemeinnützige Wohnungsbaugesellschaften und Privatinitiativen machten Nordhorn zur „Stadt der Eigenheime“. Die enormen Aufbauleistungen verlangten auch eine Vergrößerung und Modernisierung der kommunalen Verwaltung – Nordhorn baute ein neues Rathaus; Gebäude der Kreisverwaltung, des Arbeitsamtes und des Amtsgerichtes entstanden am Stadtring. Das neue Amtsgericht steht nun in der Seilerbahn.
Das erste Hallenschwimmbad Nordwestdeutschlands nach 1945 konnte eingeweiht werden, neue Schulen, Sporthallen und -plätze, der Konzert- und Theatersaal und der Stadtpark belebten das Stadtbild.
Zum 1. März 1974 trat die Gemeindegebietsreform im Regierungsbezirk Osnabrück in Kraft. Mit dem Osnabrück-Gesetz wurden sieben Umlandgemeinden mit Nordhorn vereint: Bimolten, Bookholt, Brandlecht, Hesepe, Hestrup, Hohenkörben und Klausheide. Das Stadtgebiet vergrößerte sich um gut 200 % auf rund 150 km², die Einwohnerzahl wuchs um etwa 5000 auf knapp 50.000.
Im Zuge der Globalisierung gab es seit 1975 einen starken Strukturwandel. Zwischen 1979 und 2001 stellten die drei großen Textilfabriken ihre Produktion ein.
Bei den Bürgermeisterwahlen 2011 hatte der Niederländer Frans Willeme die Chance, der erste ausländische Bürgermeister in einem Land der Europäischen Union zu werden. Er unterlag seinem Gegenkandidaten Thomas Berling mit 66 Stimmen.

### Eingemeindungen
(siehe auch die beiden vorherigen Abschnitte)
- 25. Juni 1921: Frensdorf
- 1. April 1929: Frenswegen
- 1. Juli 1929: große Gebiete der Gemeinden Altendorf, Bakelde und Bookholt, kleine Gebiete von Brandlecht und Hesepe (die nicht eingemeindeten Gebiete von Altendorf und Bakelde bildeten zusammen die neue Gemeinde Klausheide)
- 1. März 1974:[13] Bimolten, Bookholt, Brandlecht, Hesepe, Hestrup, Hohenkörben (Kirchspiel Nordhorn) und Klausheide

### Einwohnerentwicklung
Die Bevölkerung von Nordhorn wuchs in zwei Perioden ihrer Geschichte überraschend schnell an und zwar erstmalig in den Jahren von 1910 bis 1913 und dann wieder 1927 und 1928. In dem ersten Zeitabschnitt legten Rawe & Co. die Bußmaate in der Gemeinde Bookholt an, in der zweiten die Stadt die „Siedelung“. In beiden Fällen betrug der Zustrom rund 3.000 Bürger. Vor allem durch die Eingemeindungen 1921 (Frensdorf, inzwischen größer als Nordhorn) und 1929 (Südbookholt, Altendorf und Bakelde) gab es Einwohnerzuwächse. Der erste auffällige Einwohnerrückgang war im Weltkrieg und in der Inflationszeit, sie stieg aber bis 1925 wieder deutlich an. Nach 1931 verbuchte Nordhorn kaum noch Bürgerzuwachs, Zugänge und Abgänge hielten sich im Wesentlichen die Waage. Die Bevölkerungszahl wurde nur noch durch den Geburtenüberschuss erhöht. Ein weiterer kleiner Sprung der Einwohnerzahl ist nach der Gemeindegebietsreform von 1974 zu verzeichnen.
| Jahr | Einwohner |
| ---- | --------- |
| 1800 | 1.000     |
| 1815 | 980       |
| 1851 | 1.356     |
| 1864 | 1.500     |
| 1895 | 2.041     |
| 1900 | 3.000     |
| 1929 | 18.000    |
| 1930 | 18.224    |
| 1933 | 20.000    |
| 1961 | 39.429    |

| Jahr | Einwohner |
| ---- | --------- |
| 1970 | 44.409    |
| 1974 | 49.844    |
| 1980 | 48.492    |
| 1990 | 49.359    |
| 1995 | 51.269    |
| 1996 | 51.313    |
| 1997 | 51.521    |
| 1998 | 51.649    |
| 1999 | 51.787    |
| 2000 | 51.968    |

| Jahr | Einwohner |
| ---- | --------- |
| 2001 | 52.479    |
| 2002 | 52.615    |
| 2003 | 52.705    |
| 2004 | 52.950    |
| 2005 | 53.085    |
| 2006 | 53.156    |
| 2007 | 53.259    |
| 2008 | 53.401    |
| 2009 | 53.353    |
| 2010 | 53.052    |

| Jahr | Einwohner |
| ---- | --------- |
| 2011 | 52.085    |
| 2012 | 52.380    |
| 2013 | 52.298    |
| 2014 | 52.579    |
| 2015 | 53.285    |
| 2016 | 53.286    |
| 2017 | 53.278    |
| 2018 | 53.403    |
| 2019 | 53.711    |
| 2020 | 53.839    |

| Jahr | Einwohner |
| ---- | --------- |
| 2021 | 54.162    |
| 2022 | 55.724    |
| 2023 | 56.675    |

Einwohnerentwicklung von Nordhorn von 1800 bis 2018 nach untenstehender Tabelle

(nach jeweiligem Gebietsstand; jeweils zum 31. Dezember)

## Religionen

### Christentum
Wann die erste Kirche in Nordhorn gebaut wurde, ist nicht bekannt. Es ist jedoch überliefert, dass sie am Gildkamp stand und nach dem heiligen Liudger (Ludger) benannt wurde. Liudger war einer der ersten Missionare dieser Gegend, 804 wurde er der erste Bischof von Münster; er starb 809 in Billerbeck.
Nordwestlich des Stadtgebietes in Frenswegen wurde 1394 von Augustinermönchen das Chorherren-Stift St. Marienwolde gegründet. Seine im Jahre 1445 geweihte Kirche wurde 1881 durch Blitzschlag zerstört. Das Kloster war von großer Bedeutung für die Grafschaft Bentheim und weit darüber hinaus. Nach und nach entstanden die Klostergebäude und Anfang des 15. Jahrhunderts die erste Kirche.
In Nordhorn wurde zur selben Zeit eine größere Kirche gebaut. Am 6. Juli 1445 wurden beide Kirchen durch den Weihbischof von Münster geweiht. Patron der Kirche in Nordhorn war wieder der heilige Liudger. Die dreischiffige spätgotische Marktkirche, die in Bentheimer Sandstein errichtet wurde, beherrscht mit ihrem 71 Meter hohen Turm seit dieser Zeit das Stadtbild.

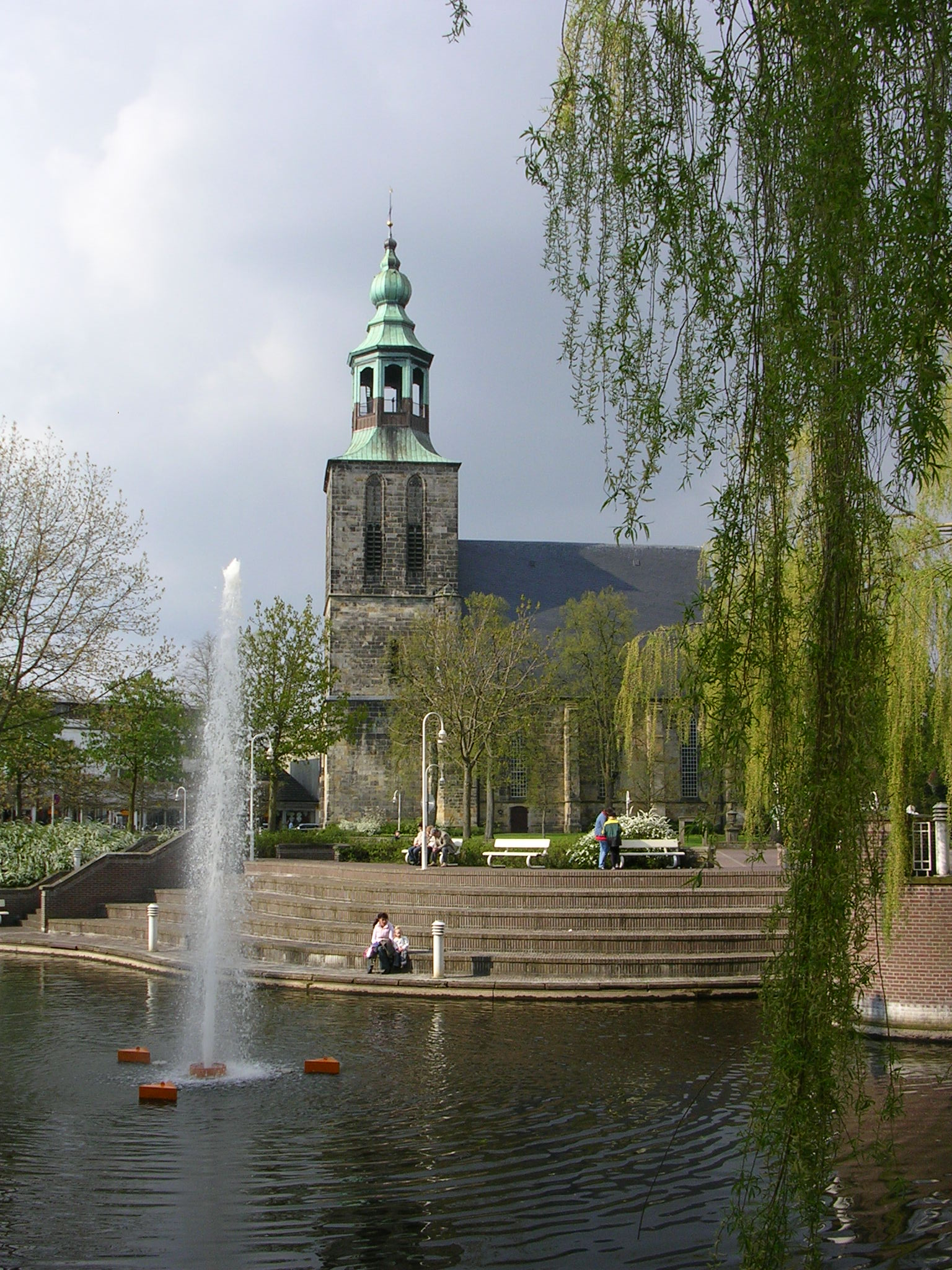
Die Marktkirche, Nordhorns ältestes Bauwerk

Nach der Reformation (1517) nahm Graf Arnold I. und mit ihm fast die ganze Grafschaft 1544 das lutherische Bekenntnis an, die St.-Ludgeri-Kirche am Markt war fortan ein lutherisches Glaubenshaus. Im Jahr 1588 trat die Grafschaft Bentheim unter Graf Arnold II. zum reformierten Bekenntnis über. Arnold II. war während des Studiums in Straßburg mit der Lehre Calvins in Berührung gekommen. Durch seine Heirat mit Gräfin Magdalena von Neuenahr entstand eine weitere Verbindung zum Calvinismus, denn auch seine Frau bekannte sich zur reformierten Konfession. Seitdem ist die Alte Kirche am Markt ein reformiertes Gotteshaus. Durch den Wechsel zum reformierten Glauben waren schließlich alle drei Konfessionen in der Grafschaft vertreten. Nach Durchsetzung der Reformation konnten sich die katholischen Gemeinden aber erhalten, doch die verbliebenen Katholiken mussten den Gottesdienst zunächst in den Klöstern Frenswegen und Wietmarschen besuchen.

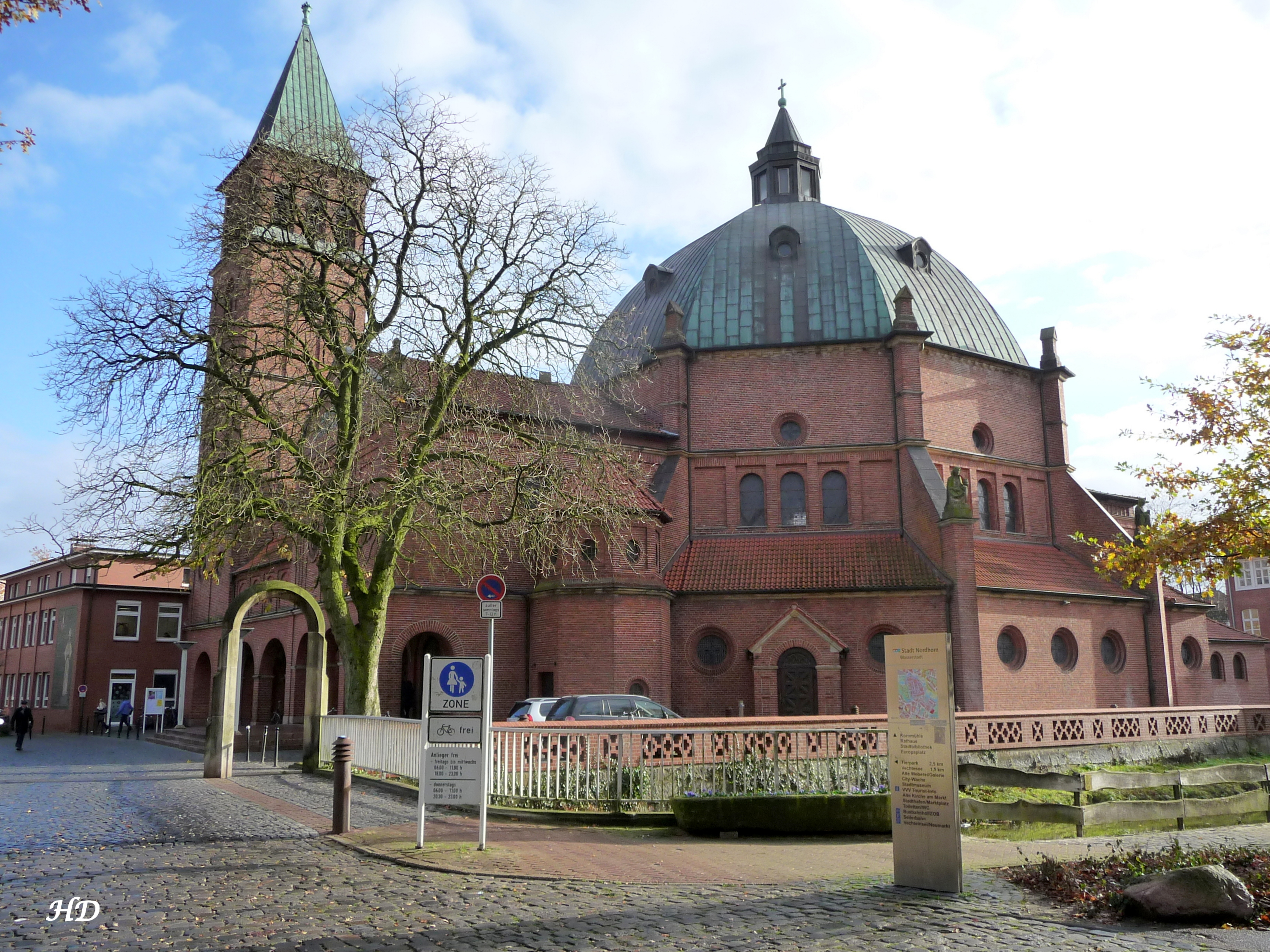
Katholische Kirche St. Augustinus

1578 kauften die Augustiner-Chorherren die Burg auf der Vechte-Insel in Nordhorn. Im Residenzhaus richteten sie unter anderem eine Kapelle ein. Nun hatten auch die Katholiken wieder einen, wenn auch kleinen, Gottesdienstraum. 1712 wurde neben der Burg eine kleine Kirche gebaut. Die Augustiner-Chorherren wählten – neben dem heiligen Liudger – den Patron ihres Ordens, den heiligen Augustinus zum ersten Patron dieser Kirche.
Zur Zeit der Säkularisation durch den Reichsdeputationshauptschluss wurde 1809 das Kloster Frenswegen aufgehoben. 1824 war ein bedeutendes Jahr für die St.-Augustinus-Gemeinde: Die Grafschaft, die jahrhundertelang zu den Bistümern Utrecht und Münster gehört hatte, wurde der Diözese Osnabrück zugeordnet, die Augustinus-Gemeinde zur Pfarrei erhoben. Erster Pfarrer war der Augustiner-Chorherr Johann B. Cordes, der seit 1810 die Gemeinde betreute.
1924 erwarb die langsam anwachsende katholische Kirchengemeinde der Stadt die Nordhorner Burg. Es folgte der Umbau des früheren gräflichen Residenzhauses zu einer Vorläuferkirche der dann ab 1911 völlig neu erbauten St.-Augustinus-Kirche.
Ende des 19. Jahrhunderts wuchs die Gemeinde sehr rasch. Darum plante man den Bau einer neuen, großen Kirche auf dem Burgplatz an der Vechte. Die Burg wurde abgerissen. Vorbilder für die neue Kirche fand der Architekt Keith aus Hamburg in Italien, etwa das Pantheon in Rom oder die Kirche San Giorgio in Venedig. Grundriss der Kirche ist ein Oktogon, also ein Achteck. Von 1911 bis 1913 wurde das Bauwerk vollendet und die Kirchweihe gefeiert. Gleichzeitig mit der Kirche wurde der Turm gebaut. Um die Wirkung der Kuppel nicht zu beeinträchtigen, steht er etwas abseits. Eine zweistöckige Arkade verbindet Turm und Kirche. Der Turm ist 45 Meter hoch und beherbergt vier Glocken. Die Kuppel der Kirche – eine Besonderheit im norddeutschen Raum – prägt das Nordhorner Stadtbild. Über der massiven Eisen-Beton-Kuppel wölbt sich eine hölzerne, mit Kupfer gedeckte Außenkuppel, gekrönt mit einer Laterne. Die Gesamthöhe beträgt 35 Meter. Nach dem Zweiten Weltkrieg wurde in Klausheide eine Filialkirche gegründet, deren Patron wieder der hl. Liudger war (St. Ludgerus).

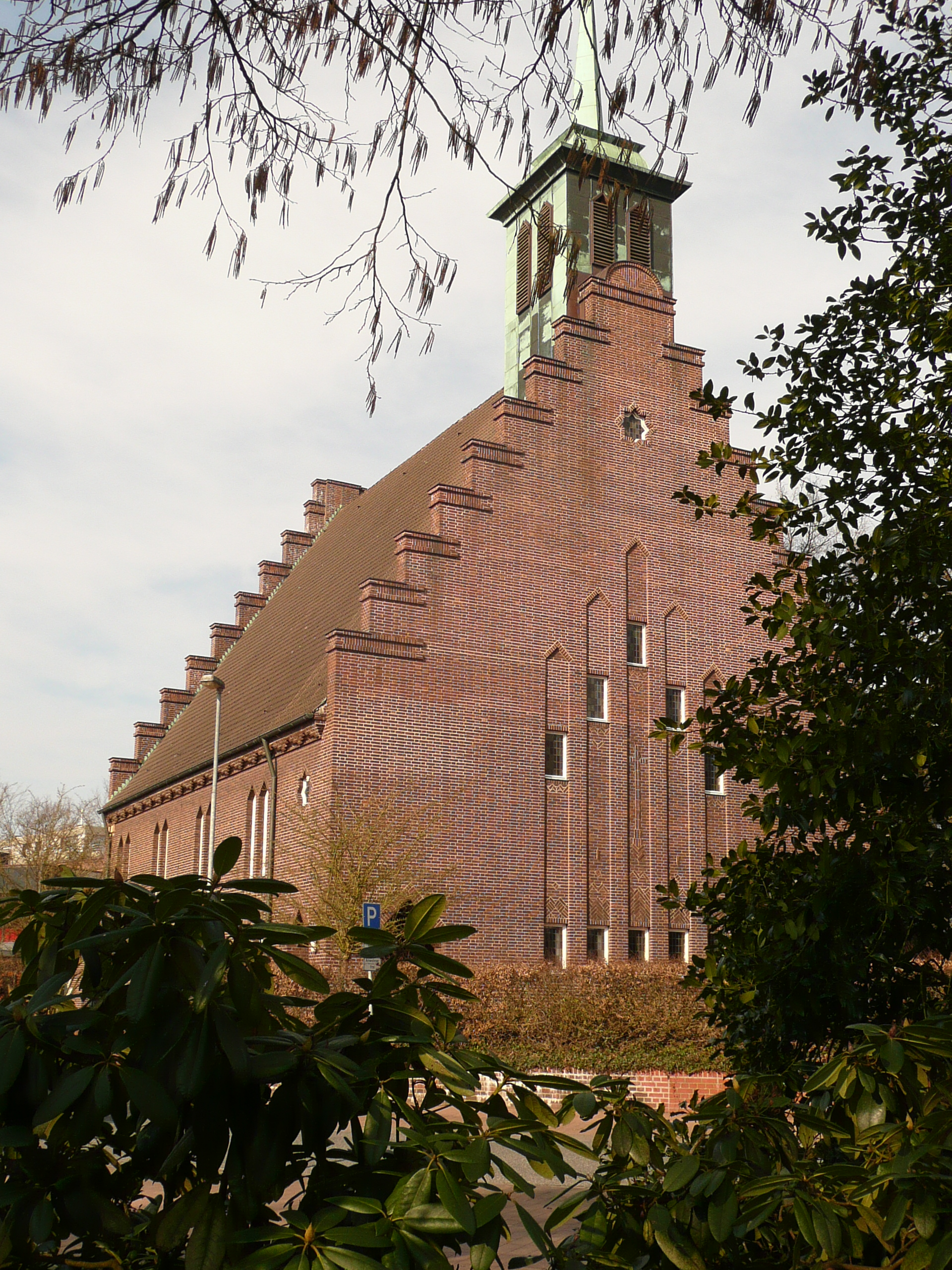
Die lutherische Kreuzkirche

Die lutherischen Christen Nordhorns wurden zunächst von Lingen, dann von Bentheim aus betreut. Nach der Errichtung einer eigenen lutherischen Gemeinde wurde 1929/30 die Kreuzkirche gebaut.
Heute sind die Religionsbekenntnisse in Nordhorn vergleichsweise gleichmäßig verteilt. Insgesamt gibt es in Nordhorn 15 Kirchen, von denen zehn erst nach dem Zweiten Weltkrieg errichtet wurden.
Fünf katholische (St. Augustinus, St. Josef, St. Marien, St. Elisabeth und Unbefleckte Empfängnis Mariens Brandlecht) und vier evangelisch-lutherische Kirchen (Kreuzkirche, Christuskirche, Martin-Luther-Kirche, Michaeliskirche Klausheide) liegen im Stadtgebiet. Die evangelisch-lutherischen Kirchengemeinden Christus und Kreuz sind zum 1. Juni 2012 zur Evangelisch-lutherischen Christus-und-Kreuz-Kirchengemeinde vereinigt worden. Hinzu kommen vier evangelisch-reformierte Kirchen in Nordhorn und Brandlecht, die evangelisch-altreformierte Kirche und die evangelisch-freikirchliche Gemeinde. Eine konfessionelle Besonderheit besteht in Klausheide. Die dortige lutherische Michaeliskirche wird seit Anbeginn im Wechsel von den lutherischen und reformierten Christen für den sonntäglichen Gottesdienst genutzt. Seit 2009 nutzen auch die Katholiken die Kirche, da wegen Einsparmaßnahmen die St.-Ludgerus-Kirche am 14. Juni 2009 entwidmet und im August 2011 abgerissen wurde.
Die Evangelisch-Freikirchliche Gemeinde (Baptisten) ist seit 1909 in Nordhorn vertreten. 2011 hatte sie über 300 Mitglieder.

### Islam
In Nordhorn gibt es zwei Moscheen. Die Sultan-Ahmet-Moschee gibt es seit 1985, sie befindet sich in der Augustastraße. In der Sachsenstraße wurde im Jahr 2021 die Sadiq-Moschee eröffnet.

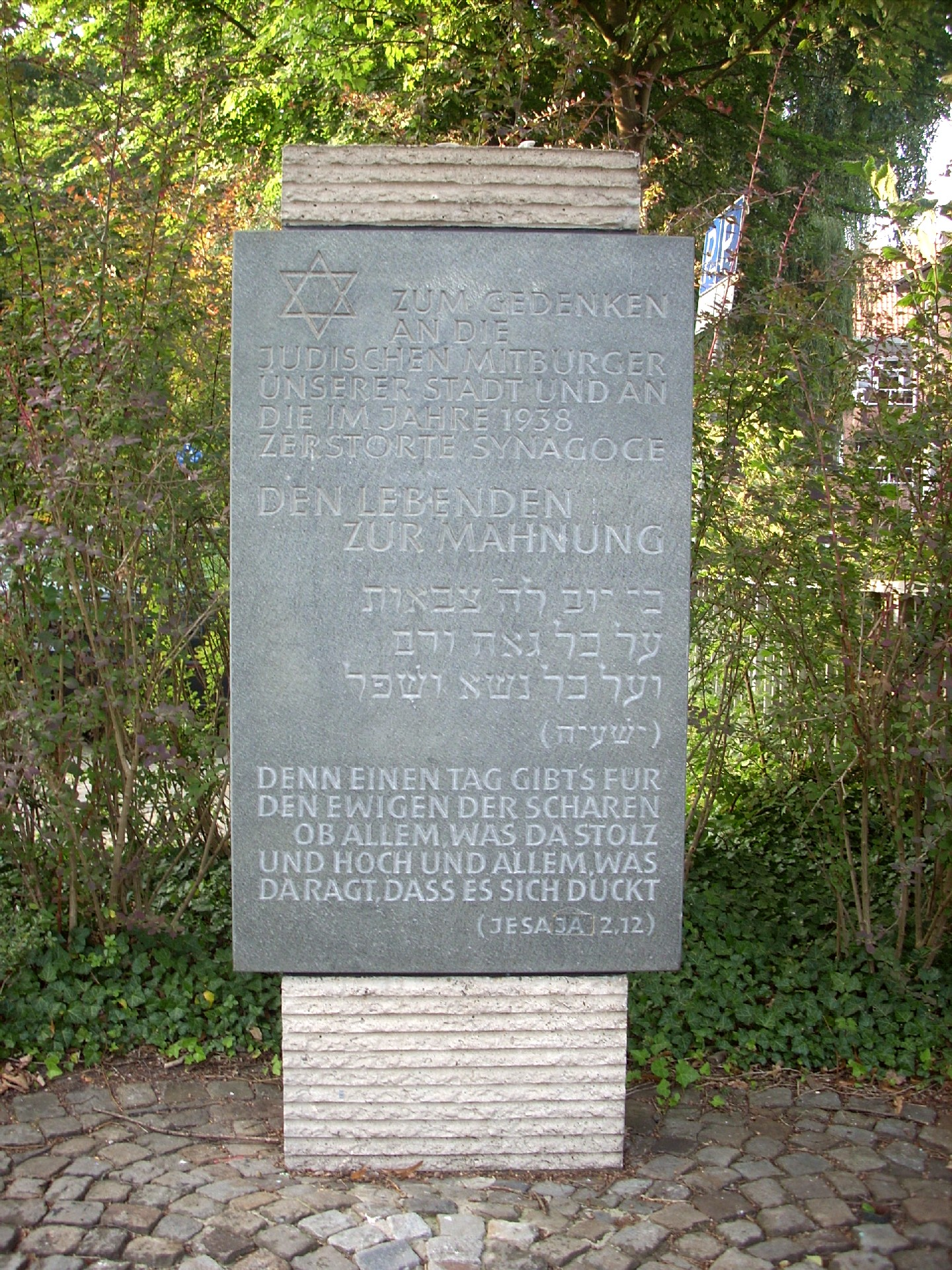
Denkmal der verstorbenen Juden und der zerstörten Synagoge

### Judentum
Nach einem bereits 1810 gestellten Bauantrag errichtete die jüdische Gemeinde auf der Vechteinsel eine Synagoge (spätere Synagogenstraße). Zu jener Zeit zählte die Gemeinde etwa 30 Mitglieder. In der Pogromnacht 1938 wurde die Synagoge zerstört. Die jüdischen Einwohner emigrierten oder wurden deportiert und ermordet. Daran erinnert heute ein Mahnmal.

### Konfessionsstatistik
2019 waren 25,6 % der Nordhorner katholisch, 22,5 % evangelisch-reformiert, 15,9 % lutherisch und 36,0 % gehörten keiner oder einer sonstigen Glaubensgemeinschaft an. Derzeit (Stand 16. Dezember 2024) sind 22,5 % der Nordhorner katholisch, 19,4 % evangelisch-reformiert, 13,8 % lutherisch, 1,7 % evangelisch-altreformiert und 42,7 % gehören keiner oder einer sonstigen Glaubensgemeinschaft an.

## Politik

### Rat
Der Rat der Stadt Nordhorn besteht aus 43 Mitgliedern. Dies ist die festgelegte Anzahl für eine Stadt mit einer Einwohnerzahl zwischen 50.001 und 75.000 Einwohnern. 42 Mitglieder des Rates werden durch die Kommunalwahl für jeweils fünf Jahre gewählt. Die aktuelle Amtszeit begann am 1. November 2021 und endet am 31. Oktober 2026. Das 43. Mitglied ist der amtierende Bürgermeister.
| Ratswahl Nordhorn 2021amtliches Endergebnis; Wahlbeteiligung: 48,9 % 3020100 29,327,013,613,55,84,93,82,10,02 SPDCDUGrüneB!FNdFDPIPGfAfDLinkeBrauniGewinne und Verlusteim Vergleich zu 2016 %p 14 12 10 8 6 4 2 0 −2 −4 −6 −8−10−5,4−8,9+4,3+13,5+1,7−5,9+3,8−3,2+0,02SPDCDUGrüneB!FNFDPIPGAfDLinkeBraunAnmerkungen:d Bürgerforum Nordhornf Initiative Pro Grafschafti Einzelbewerber Braun | Sitzverteilung im Rat der Stadt Nordhorn seit 2021Insgesamt 42 Sitze - Linke: 1 - SPD: 12 - Grüne: 6 - B!FN: 6 - IPG: 2 - FDP: 2 - CDU: 11 - AfD: 2 |

### Bürgermeister
Hauptamtlicher Bürgermeister der Stadt Nordhorn ist Thomas Berling (SPD), er trat sein Amt am 1. November 2011 an. Bei der letzten Bürgermeisterwahl am 26. Mai 2019 wurde er mit 55,3 % der Stimmen wiedergewählt. Es gab zwei Gegenkandidaten: Christoph Meier (parteilos) erhielt 28,4 %, Andre Mülstegen (CDU) erhielt 16,3 % der Stimmen. Die Wahlbeteiligung lag bei 60,8 %.
Die Bezeichnung „Bürgermeister“ erscheint erst um 1500 in den Stadtakten. Bis dahin blieb der Name „Schöffe“ gebräuchlich, eine Anrede, die die anfängliche Hauptbetätigung kennzeichnen sollte und sich lange hielt. Die Bürgermeister wurden als „Magistratskollegium“ gewählt, welches aus vier Personen zusammengesetzt war. Der älteste Bürgermeister nahm eine Sonderstellung ein. Er präsidierte dem Kollegium, trug vor, leitete die Versammlungen und stimmte zuerst ab. Er hieß seit „undenklichen Zeiten“ – wie der Rat 1787 in einem Streit mit der Obrigkeit versicherte – Präsidentbürgermeister. Die Bürgermeister wurden alljährlich am Petritage (22. Februar) gewählt und entstammten fast ausnahmslos der besitzenden Bürgerschicht, dem Patriziat. Bis 1809 wurden nach dieser herkömmlichen Wahlmethode die Bürgermeister bestimmt.
| Name                                 | Amtszeit  | weitere Bürgermeister     | weitere Bürgermeister     | weitere Bürgermeister   |
| ------------------------------------ | --------- | ------------------------- | ------------------------- | ----------------------- |
| Hermen Copess                        | 1522–1539 | Balthazar van Bakelte     | Lübbert Kremer            | Clawes ten Busche       |
| Stene van Grone                      | 1539–1592 | Gert Stipelss             | Clavess ten Busche        | Frederick ter Borch     |
| Hindrick Glasforth                   | 1600–1608 | Johan Tenne               | Gerdt Slichte             | Johan Podt              |
| Hindrick Glassfordt                  | 1600–1608 | Gerdt Slichte             | Johan them Busche         | Bernd van Lütteren      |
| Johann Tartelink                     | 1608–1616 | Johan ten Busche          | Jacob Pott                | Hindrich Fowinckel      |
| Gerdt van Lüttheren                  | 1616–1640 | Henrich Vowinckel         | Jörrien Blohmen           | Gossen Wulbrinck        |
| Bernhard Weddelinck                  | 1640–1649 | Henrich Hübers            | Jan Dalhoff               | Dietrich Klockhorst     |
| Jan Dalhoff                          | 1649–1655 | Jan Wintjes               | Tole ten Busch            | Jan Spaer               |
| Johan Gerlich Gerlichs               | 1655–1666 | Anthony van Dorsten       | Christoffer von Bentheimb |                         |
| Hendrich van Clen                    | 1666–1701 | Hendrich Averess          | Johan Dalhoff             | Hendrich Vowinckel      |
| H. Huibert                           | 1701–1710 | Rudolph Griep             | Johan Strick              | Johan Balthasar Averess |
| Cornelis Nordwiens                   | 1710–1720 | Caspar Strick             | Gerhard Engelberz         | Henrich Averes          |
| Johan Engelbertz                     | 1720–1730 | Gerhard Bernhardt Stühlen | Henrich Gryp              | Lubbertam Werning       |
| Caspar Strick                        | 1730–1740 | Johan Engelbertz          | Hend. Averes              | Joh. Everwin Hübert     |
| Hermannes Baur                       | 1740–1750 | Jan Herman Strick         | Lubberten Werninck        | Wilhelm Gryp            |
| Wilhelm Gryp                         | 1750–1760 | Joh. Hermann Strick       | C. L. Boas                | Gerh. Christgan Stülen  |
| Jan Herman Strick                    | 1760–1770 | G. C. Stülen              | Herman Ströer             | Jan von Almelo          |
| Wilhelm Gryp                         | 1770–1780 | Jan von Almelo            | Lucas ten Winkel          | Jan Henrich Boer        |
| Jan Herman Strick                    | 1780–1790 | Jan Henrich Boer          | A. H. Nordwyn             | Hermannus Stroer        |
| E.- W. Cramerus                      | 1790–1800 | G. Engelberts             | L. C. van Almelo          | A. Ströer               |
| Gilbertus Petrus Paulus Bauer (Boer) | 1800–1808 | Hend. Engelberts          | Jan Busman                | W. N. Wolterink         |
| Gilbertus Petrus Paulus Bauer (Boer) | 1809–1812 | P. Dannenbargh            | Joh. Ströer               | N. Diekmann             |

Ab 1809 erhielt Nordhorn mit der napoleonischen Besetzung eine neue Stadtverfassung, mit der die Magistratsordnung abgeschafft wurde. An ihre Stelle trat (bis 1824) die nach französischem Muster sich richtende Mairie-Verfassung, die den Stadtverband auflöste und eine kantonale Gliederung wählte, der ein Bürgermeister (Maire) und 16 von der Regierung ernannte Munizipalräte vorstanden. Bis 1832 wurden die Bürgermeister (und Gemeinderäte) durch die Landesregierung eingesetzt. Dieser provisorische Verfassungszustand ändert sich 1832, als durch die Stadtverfassung verordnet wurde, dass als Magistrat ein Bürgermeister und zwei Senatoren vorgesehen seien.
| Name                                              | Amtszeit  |
| ------------------------------------------------- | --------- |
| Friedrich Anton Weber                             | 1812–1821 |
| Egbert Johann Conrad Vincke                       | 1821–1832 |
| Johann van Almelo                                 | 1832–1842 |
| Friedrich Wilhelm Gerhard Brill (stellvertretend) | 1842–1843 |
| Ernst Heinrich Friedrich Firnhaber                | 1843–1871 |
| Derk van Delden                                   | 1872–1897 |
| Ernst Heinrich Beins                              | 1897–1915 |
| Gerhard van Delden                                | 1915–1919 |
| Friedrich Fahlsing                                | 1919–1927 |
| Wilhelm Henn                                      | 1927–1933 |
| Hermann Korte                                     | 1933–1934 |
| Paul Gerhardt                                     | 1934–1945 |
| Rudolf Beckmann                                   | 1945–1945 |
| Paul Drewer                                       | 1946–1948 |
| Heinrich Barlage                                  | 1948–1952 |
| Gerrit Brinkmann                                  | 1952–1956 |
| Bernhard Opolony                                  | 1956–1961 |
| Eberhard Liese                                    | 1961–1964 |
| Wilhelm Buddenberg                                | 1964–1972 |
| Cornelius Gemmeker                                | 1972–1981 |
| Wilhelm Horstmeyer                                | 1981–1986 |
| Friedel Witte                                     | 1986–1999 |
| Meinhard Hüsemann                                 | 1999–2011 |
| Thomas Berling                                    | seit 2011 |

### Wappen
Das Wappen der Stadt zeigt auf rotem Felde 13 goldene Kugeln (auch Pfennige genannt) und ein goldenes Horn.

### Flagge
Die Flagge der Stadt Nordhorn zeigt in der Längsrichtung eine rote und eine goldgelbe Tuchhälfte sowie etwas oberhalb der Mitte das Stadtwappen.

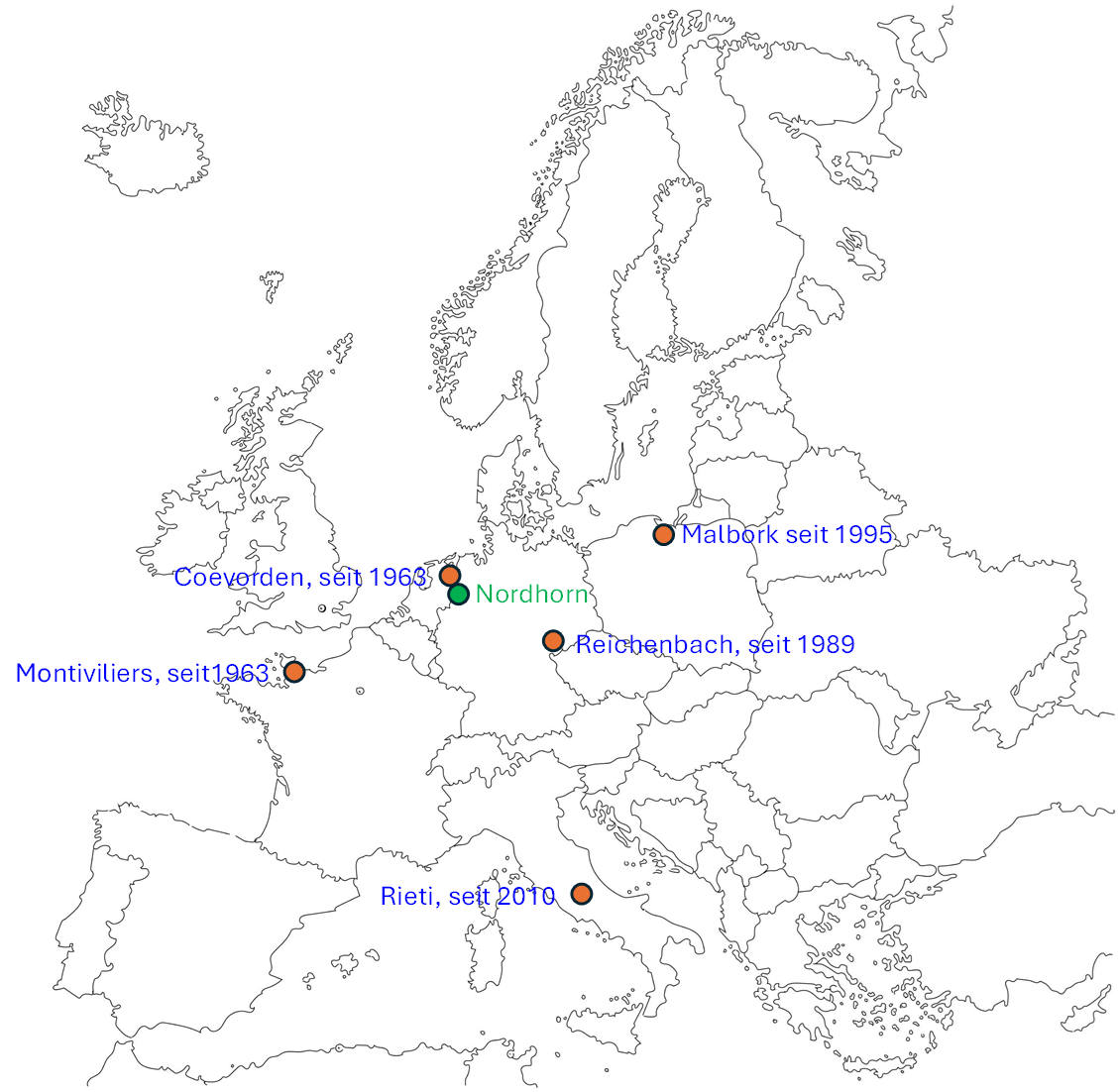
Partnerstädte Nordhorn

### Städtepartnerschaften
- Coevorden (Niederlande) seit 1963
- Montivilliers (Frankreich) seit 1963
- Reichenbach (Vogtland) (Deutschland) seit 1989
- Malbork (dt. Marienburg) (Polen) seit 1995
- Rieti (Italien) seit 2010[33]
- Tschuhujiw (Ukraine) seit 2025, trilateral mit Coevorden[34]

## Kultur und Sehenswürdigkeiten

### Bauwerke
Nordhorn ist weitgehend von Kriegsschäden verschont geblieben. Im Stadtbild überwiegt daher die traditionelle norddeutsche Ziegelbauweise, wie sie ebenso in den benachbarten Niederlanden anzutreffen ist. Auch in modernen Bauten fehlt nur selten die Ziegelsteinfassade. Das neue Verwaltungsgebäude des Landkreises Grafschaft Bentheim kombiniert zum Beispiel die heimischen Baustoffe Ziegel und Sandstein mit Glas, Beton und Kupfer.

#### Innenstadt

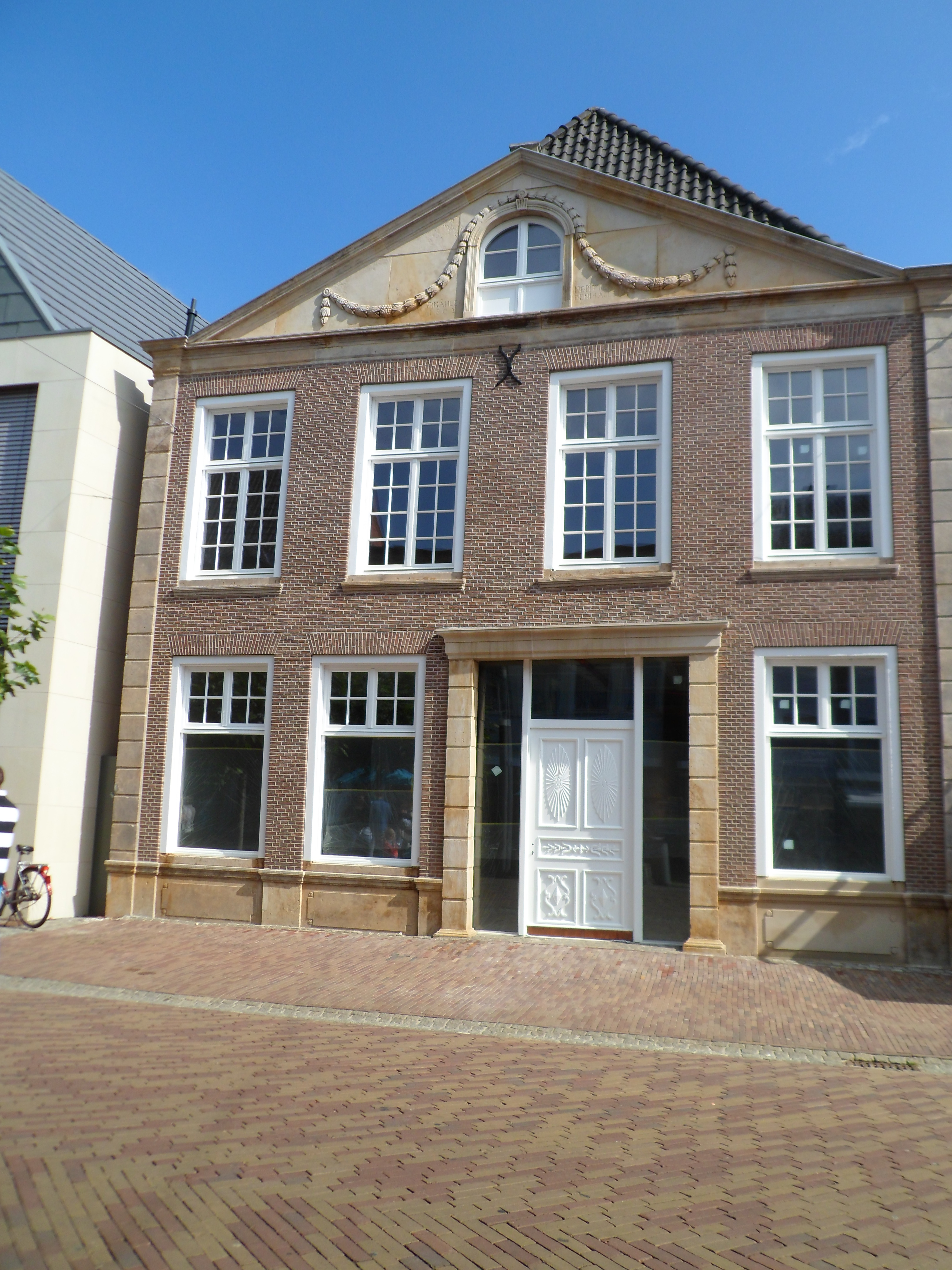
Adler-Apotheke nach ihrer Schließung und Renovierung 2013

Die Innenstadt auf der von der Vechte umflossenen Insel ist seit Mitte der 1980er Jahre als Fußgängerzone ausgebaut.
Besonders sehenswert:
- Kirche am Markt, gotische Hallenkirche, im 15. Jahrhundert aus Bentheimer Sandstein errichtet.
- Adler-Apotheke, erbaut um 1783. Das älteste Gebäude in der Hauptstraße wurde 1844 von dem damaligen Bürgermeister und Chemiefabrikanten Firnhaber gekauft. Das Gebäude mit seiner zweigeschossigen, klassizistischen Fassade, dem Dreiecksgiebel mit aufragendem Walmdach und einem Rundbogenfenster mit Zopfgirlande, beherbergte bis zum 28. Februar 2011 die erste Apotheke Nordhorns.
- Augustinuskirche, 1913 auf dem Gelände der ehemaligen Burg erbaut.

#### Vorstadtgürtel
- Nordhorner Ölmühle; ein neues Wehr hat die alte Mühlenanlage abgelöst. Mit der Stilllegung der Korn- und Sägemühle am Mühlendamm endete in Nordhorn eine fast sechshundertjährige Mühlengeschichte. Die schweren Sandsteine des Kollergangs liegen heute im Stadtpark. Die Mühlengebäude wurden renoviert und bieten nun Raum für kulturelle Veranstaltungen.
- Von Textilfabrikanten errichtete Herrenhäuser in großen, parkähnlichen Gärten mit altem Baumbestand. Die Villen, nach holländischen Vorbildern erbaut, sind über einhundert Jahre alt.
- Stadtpark, ein Villenpark eines der früheren Fabrikanten aus der Gründerzeit. In der Konzertmuschel im Stadtpark finden regelmäßig Konzerte statt.
- Das 1952 fertiggestellte Rathaus mit seinem Glockentürmchen.
- Die 1929 bis 1930 erbaute evangelische Kreuzkirche an der Jahnstraße
- Ein alter Ziehbrunnen im Park am Völlinkhoff
- Das am 26. Juni 1953 als eines der ersten im Nachkriegs-Deutschland eröffnete und unter Denkmalschutz stehende Hallenbad am Stadtring brannte am 12. September 2012 kurz vor seiner Wiedereröffnung nach einer gründlichen Renovierung bis auf die Grundmauern nieder.
- Textilfabrik Povel, die 1979 ihr Tore nach fast hundertjähriger Produktion schloss. Als letzter Zeuge der wirtschaftlichen Blütezeit zu Beginn des letzten Jahrhunderts ist der frühere Spinnereiturm als Industriedenkmal erhalten. Er dient heute als Museum.
- Textilfabrik Rawe, vor hundert Jahren in der Bussmaate mit einem sich daran anschließenden Wohngebiet für Textilarbeiter erbaut. Anfang der 1950er Jahre entwarf Professor Emanuel Lindner, Dozent am Bauhaus und Schüler von Mies van der Rohe, zusammen mit dem heute in Kanada lebenden Architekten Eberhard Heinrich Zeidler, Erweiterungsbauten für dieses Unternehmen.

#### Außerhalb

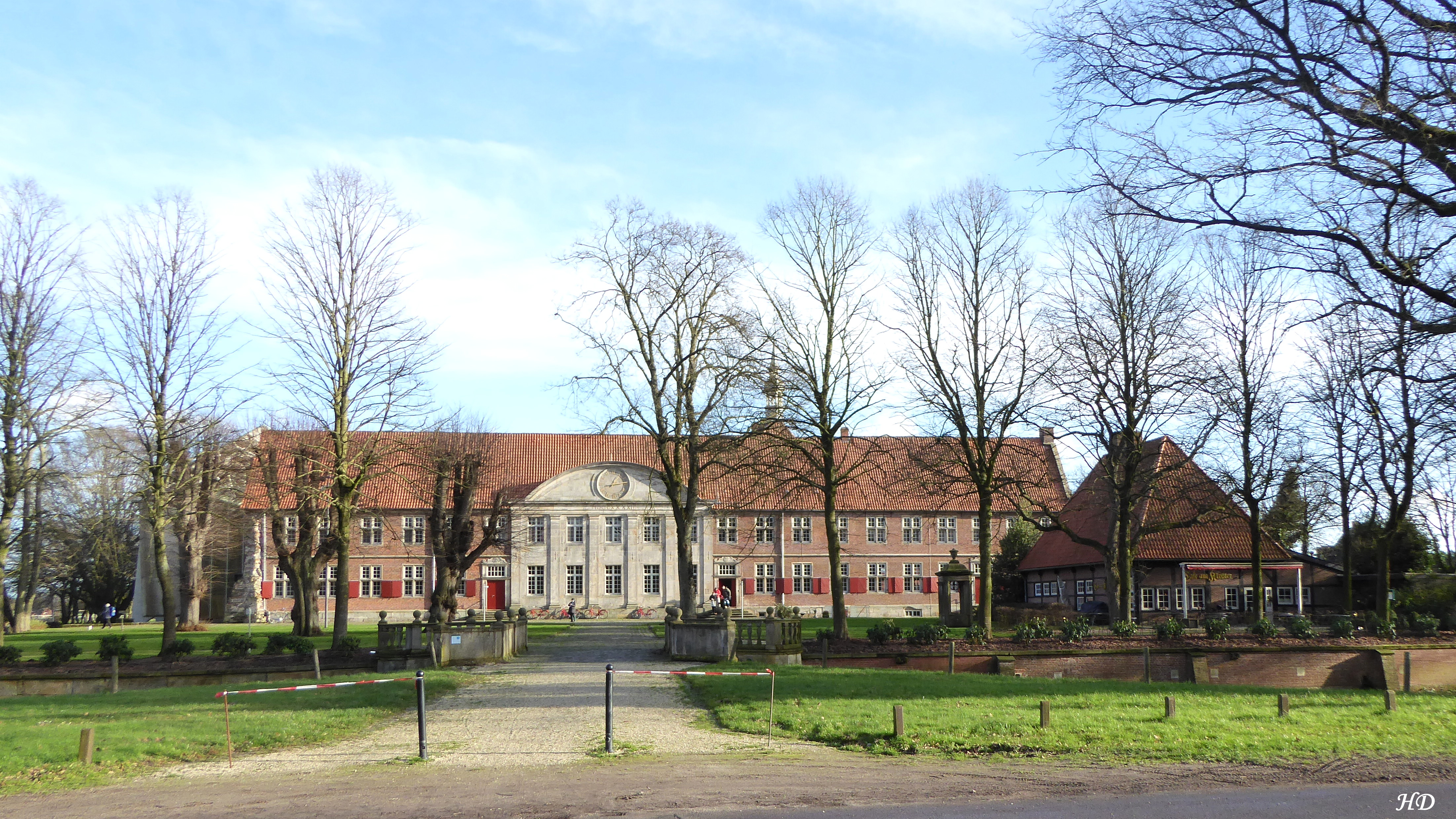
Hauptansicht Kloster Frenswegen

- Reformierte Kirche im alten Dorfkern von Brandlecht, mit bedeutenden Spuren der Gotik. Ein Beispiel romanischer Bildhauerkunst ist der dortige aus Bentheimer Sandstein gefertigte Taufstein, der als ältestes Kunstwerk auf dem Gebiet der Stadt Nordhorn gilt.
- Kloster Frenswegen aus dem 14. Jahrhundert im Nordwesten der Stadt, ein Beispiel wiederhergestellter traditioneller Architektur. Im Jahre 1881 wurde durch einen Blitzeinschlag die 1445 geweihte Kirche zerstört, wobei die Klostergebäude weitgehend erhalten blieben, ebenso der quadratische, doppelstöckige Kreuzgang, das Brunnenhäuschen, die Brücke über die Gräfte und die alten Kellergewölbe. 1996 wurde an der Stelle der alten Kirche eine neue, aus Glas, Stahl und Beton errichtete Kapelle eingeweiht. An der Außenfassade des Ostflügels befindet sich eine in Bentheimer Sandstein gearbeitete Madonna mit dem Kinde. Nach der rund vier Jahre dauernden Renovierung beherbergt das ehemalige Kloster seit 1978 eine ökumenische Bildungs- und Begegnungsstätte, deren Ausgangspunkt und Basis die Konfessionsvielfalt in Nordhorn und Umgebung ist.

### Landschaft
Die Flusslandschaft der Vechte und die Kanäle mit ihren Baumreihen dienen heute der Naherholung. Die Kanäle, vor über 100 Jahren zum Transport und zur Entwässerung der Moorgebiete gebaut, beherbergen heute eine artenreiche Tierwelt und werden für Freizeit und Erholung genutzt. Schleusen aus Sandstein und Klinker, zum Teil noch heute von Hand betrieben, gleichen die unterschiedlichen Wasserstände aus.

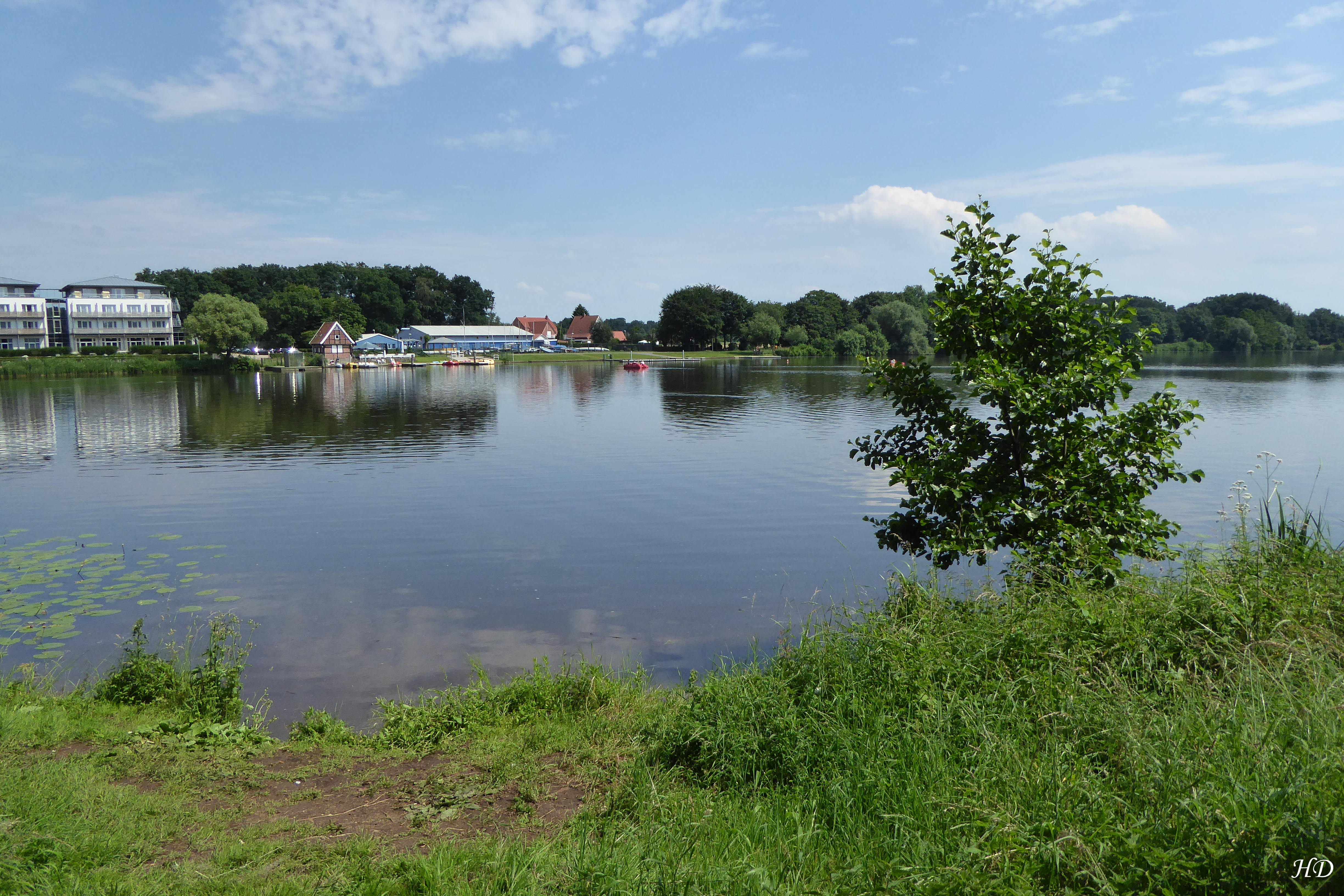
Vechtesee – Sport- und Freizeitsee

Äcker und Weiden umschließen bäuerliche Anwesen am Rande der Stadt. Feuchtgebiete und Heidelandschaften mit Birken, Wacholder und wildwachsenden Orchideen sind Spuren einer urtümlichen Landschaft. Dem Wanderer erschließt sich in den Tillenbergen ein kleines, geschütztes Gebiet mit Besenheide, Kratteichen und Wacholder.

### Regelmäßige Veranstaltungen
- Am Sonntag vor Rosenmontag findet seit 1975 im Stadtteil Blanke ein Karnevalsumzug statt.
- Der Holschenmarkt steht im Zeichen von Handwerkskunst und Brauchtum und findet jährlich am letzten Samstag und Sonntag im April statt. Institutionen, Vereine und Firmen präsentieren sich in der Innenstadt vom Schweinemarkt bis zum Neumarkt. Vorführungen von altem Handwerk sowie Musik und Trachtentänzen stehen im Mittelpunkt. In der Hagenstraße findet ein Kunsthandwerkermarkt statt. Abends wird moderne Live-Musik an verschiedenen Stellen in der Innenstadt geboten.
- Im Frühsommer, meist im Juni, findet jährlich das Fest der Kanäle an fünf Stationen an den Nordhorner Kanälen (Grenzschleuse, Klukkert-Hafen, Verbindungsschleuse, Rawe-Anleger und Evers-Kotting-Brücke) statt. Das Fest wird von Bürgern für Bürger organisiert, es beteiligen sich auch Niederländer. Zwischen den fünf Veranstaltungsorten pendeln kostenlos Shuttle-Boote und ein Oldtimerbus.
- Der Nordhorner Musiksommer, der erstmals 1992 stattfand, bietet im Juni und Juli an fünf Terminen fünf Open-Air-Konzerte in der Konzertmuschel im Stadtpark bei freiem Eintritt. Die Musik ist eine Mischung aus Rock, Pop, Blues und Folk.
- Mitte August finden jährlich die historischen Feldtage statt. Ausgestellt werden auf den Wiesen nahe dem Tierpark alte Landmaschinen und Geräte von Ausstellern aus ganz Europa. Die Veranstaltung zieht an drei Tagen mehrere Zehntausend Besucher an.
- Am letzten Wochenende im September präsentieren sich beim Nordhorner Oktober verschiedene Institutionen und Vereine in der Nordhorner Innenstadt. Im Laufe des Nachmittags bis in die Nacht hinein wird den Besuchern Live-Musik an verschiedenen Stellen der Innenstadt geboten.
- Am „längsten“ Samstag des Jahres werden unter dem Motto Feuer, Wasser, Licht die Straßen der Innenstadt mit Fackeln, offenen Feuern und Laternen beleuchtet. In der Stadt finden an diesem Abend diverse Vorführungen, wie Licht- oder Feuershows sowie ein Laternenumzug für Kinder statt. Die Innenstadtgeschäfte haben teilweise bis Mitternacht geöffnet.

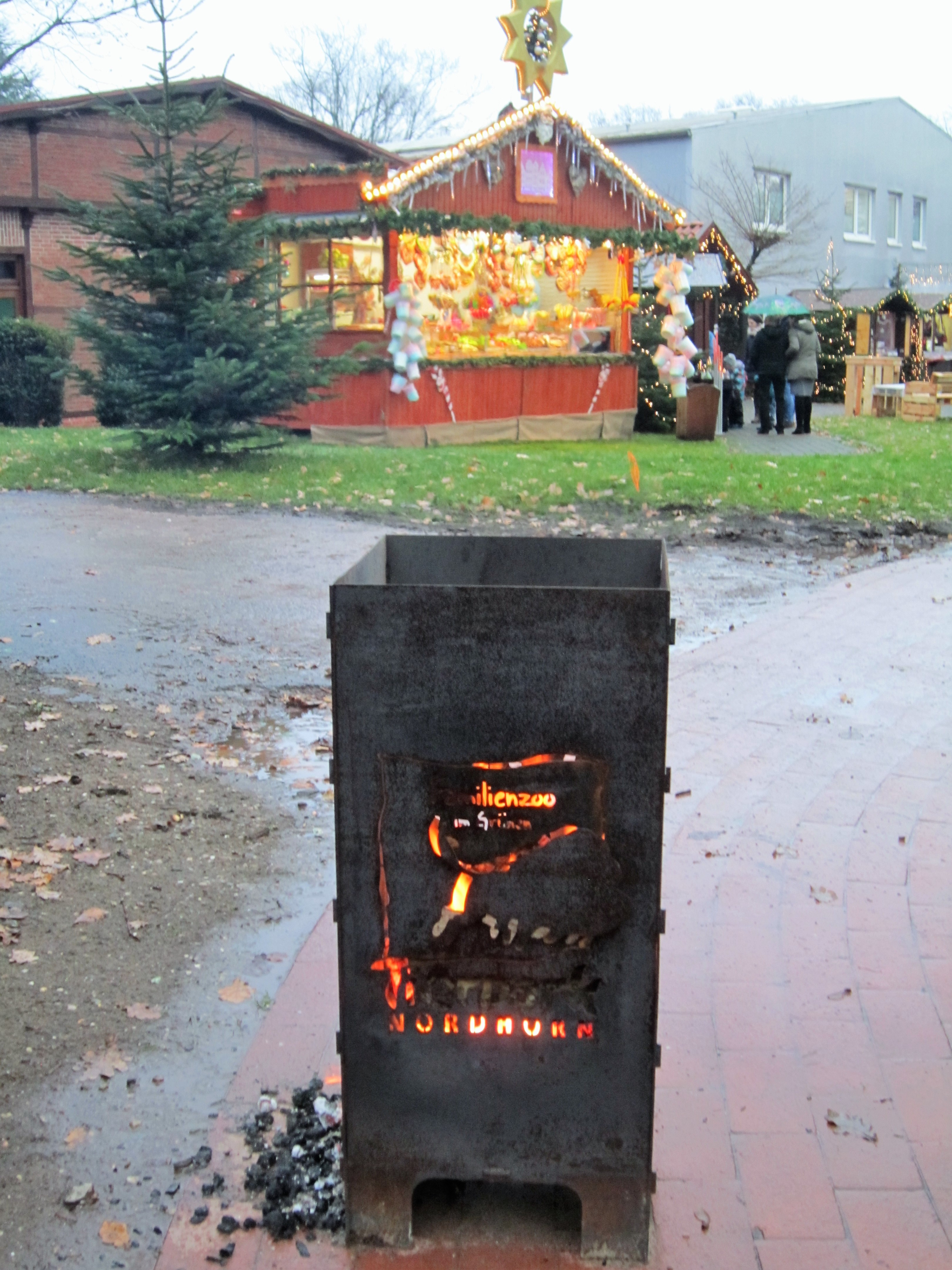
Weihnachtsmarkt im Tierpark Nordhorn

- Der Weihnachtsmarkt in der Innenstadt findet jährlich den Dezember hindurch mit Buden und Rahmenprogramm statt. Höhepunkte sind der Nikolausumzug am 5. Dezember und die Kunsthandwerkersonntage, an denen zusätzliche Marktstände aufgebaut werden. Bei der Nikolausfeier hat sich das Brauchtum stark mit dem niederländischen Sinterklaas vermischt. Auch in Nordhorn kommt der Nikolaus am frühen Abend mit dem Schiff (vom Vechtesee) und wird nicht vom Knecht Ruprecht, sondern vom Swatten Piet begleitet, der dem niederländischen Zwarte Piet ähnelt, wobei es auch zwei oder mehr schwarze Männer sein können. Gemeinsam fahren sie mit der Kutsche zum Weihnachtsmarkt, wo eine Kinderbescherung stattfindet.[35] Eine Besonderheit ist der traditionelle Knobelabend. Dazu werden am Abend des 5. Dezember in der Innenstadt zahlreiche Stände aufgebaut, an denen mit Bechern und Würfeln um die Wette geknobelt beziehungsweise gedobbelt wird. Da es sich um einen Jahrhunderte alten Brauch handelt, wird dieses eigentlich illegale Glücksspiel an diesem Abend in der Nordhorner Innenstadt sowie in Bad Bentheim toleriert und zieht regelmäßig zahlreiche Besucher an.[36]
- Ein weiterer Weihnachtsmarkt ist alljährlich vom zweiten bis zum dritten Adventswochenende im Tierpark Nordhorn (in der Nähe des Vechtehofs) aufgebaut.

### Öffentliche Einrichtungen

#### Konzert- und Theatersaal

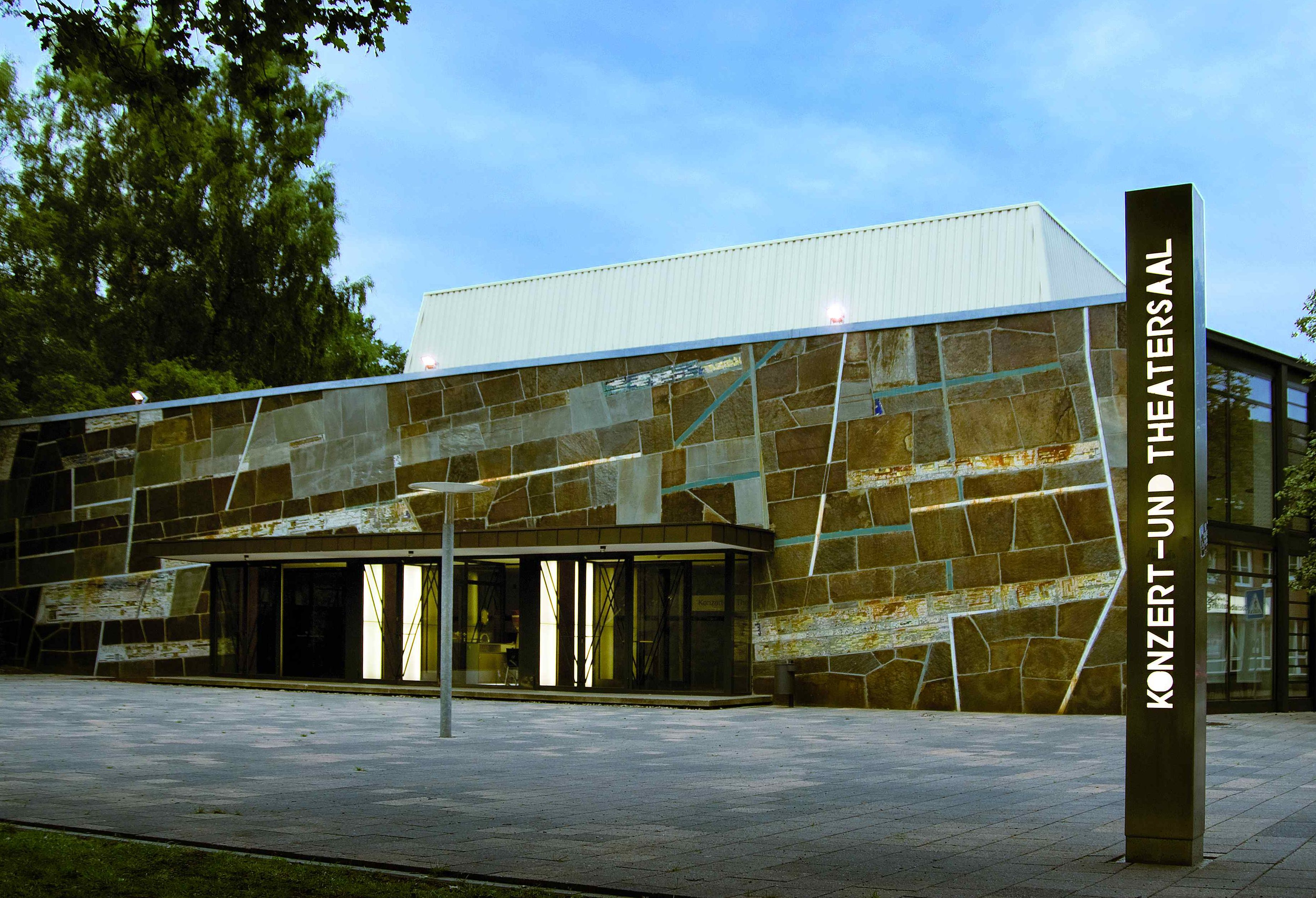
Der Konzert- und Theatersaal (KTS)

Der Konzert- und Theatersaal dient vor allem der Aufführung von klassischen und modernen Theaterstücken, Musicals und Konzerten. Das 2002 sanierte Gebäude bietet 470 Plätze; erwähnenswert ist die Wandgestaltung des Foyers durch den Künstler Ernst Caramelle.

#### Theaterwerkstatt
Die Theaterwerkstatt Nordhorn besteht seit 1992 und präsentiert im Konzert und Theatersaal, in der Kornmühle, der Alten Weberei, im Kloster Frenswegen, im Nordhorner Stadtpark sowie an anderen Spielstätten ein ausgedehntes Programm, das von Bildungstheater bis Kinderstücken diverse Theater-, Kabarett- und Musicalproduktionen umfasst und auf eine Reihe von Uraufführungen zurückblickt. Weiter hat sich die Theaterwerkstatt dem sozialen Engagement, insbesondere der Jugendförderung, verschrieben.

#### Kunstverein Nordhorn
Eine zunehmende Rolle im Nordhorner Kulturgeschehen spielt der 2004 gegründete gemeinnützige Kunstverein Nordhorn, der sich der Förderung zeitgenössischer Kunst widmet und regelmäßig zwei Ausstellungen pro Jahr zeigt. Kurator ist seit 2011 der Osnabrücker Kunsthistoriker Andreas Cordes. Seit 2013 nutzt der Kunstverein auch die historische Kornmühle, wo in diesem Jahr das Bonner Chansonkabarett Grün & Huth sowie der in Bonn lebende Philosoph Thomas Ebers mit dem Programm „Melancholie“ zu erleben war.

#### Städtische Galerie
Die Städtische Galerie befindet sich seit 1999 im Industriedenkmal Alte Weberei. Es finden hauptsächlich Ausstellungen zur Gegenwartskunst statt. Seit 1979 wird der Kunstpreis der Stadt Nordhorn verliehen, der mit einer Werksausstellung in der Städtischen Galerie verbunden ist.

#### Kornmühle

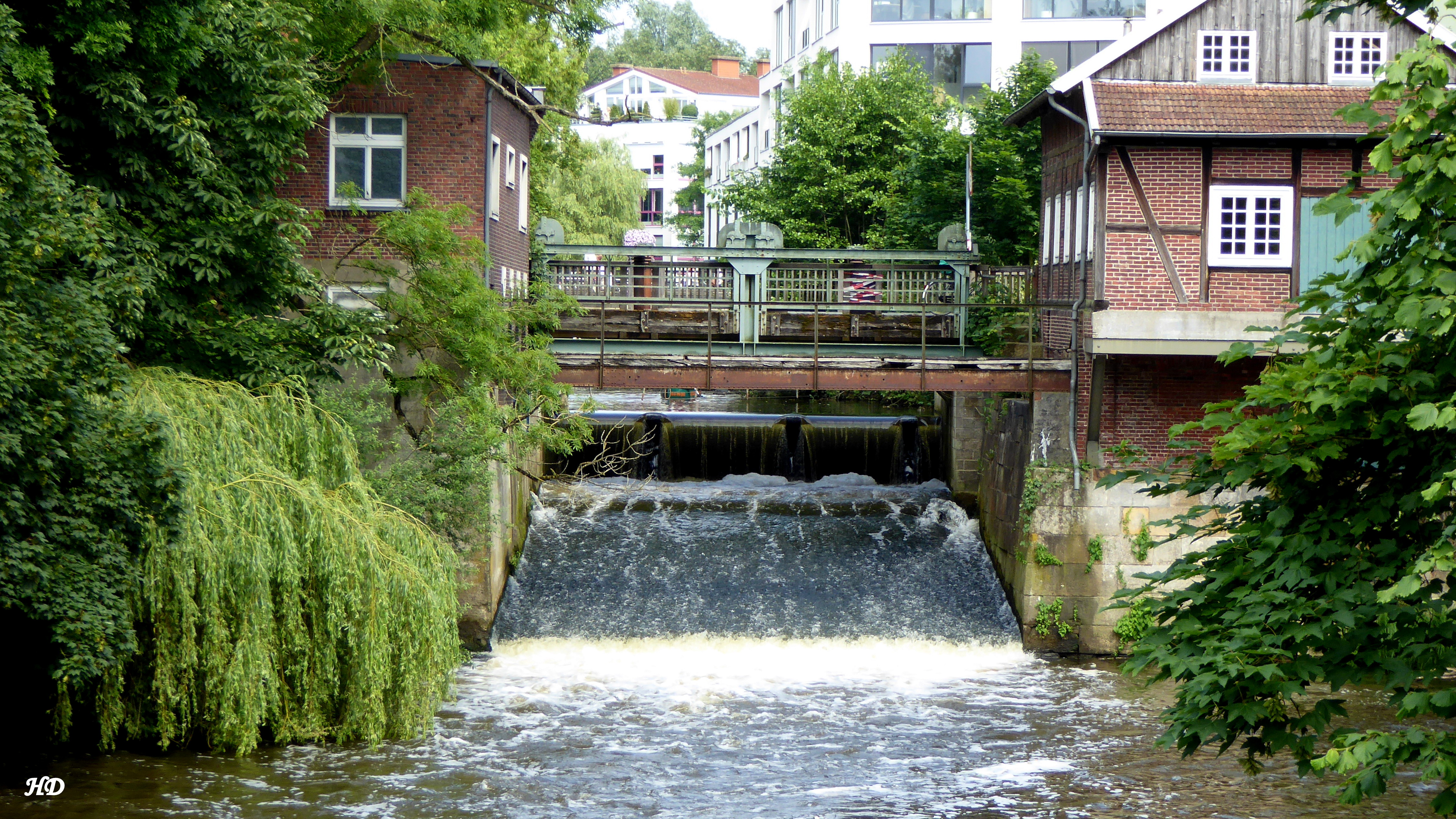
Ehemalige Korn- und Sägemühle

Die historische Korn- und Sägemühle wurde nach Aufgabe des wirtschaftlichen Betriebs restauriert und dient seit 1989 als Veranstaltungsort für Konzerte und Ausstellungen. Dort sind auch die Theaterwerkstatt sowie das Atelier Sägemühle untergebracht, ein 1979 gegründeter Verein Grafschafter bildender Künstler.

#### Kunstwegen
Das Skulpturenprojekt kunstwegen erstreckt sich auf einer Strecke von rund 140 km zwischen Nordhorn und Zwolle/Niederlande entlang der Vechte. Zunächst entstanden innerhalb von knapp 30 Jahren in und um Nordhorn über 30 Skulpturen. Auf Initiative der Städtischen Galerie Nordhorn wurde dieser Skulpturenweg ab 1998 an ein ähnliches Projekt in den Niederlanden angebunden. Seit dem Jahr 2000 bilden die nun mehr als 60 Skulpturen unter dem Namen kunstwegen eines der größten offenen Museen Europas; 15 internationale Künstler setzten sich zuvor intensiv mit der örtlichen Geschichte und Landschaft auseinander und schufen dann für den Lückenschluss die neuen Werke.

#### Alte Weberei
Die Alte Weberei ist das 1949/50 erbaute Webereigebäude der ehemaligen Textilfabrik Povel. Nach der aufwändigen Boden-Sanierung des Firmengeländes, dem ein Abriss der meisten Gebäude voranging, wurde die Alte Weberei zu einem Kultur- und Tourismuszentrum ausgebaut, das 1999 eröffnet wurde.
Im Gebäude der Alten Weberei befinden sich des Weiteren das Grafschafter Brauhaus sowie das Nordhorner Studio der Ems-Vechte-Welle, dem regionalen Radiosender für die Grafschaft Bentheim und das Emsland.

#### Museumsfabrik in der Alten Weberei
Eine weitere Dauerausstellung des Stadtmuseums ist der Textilproduktion gewidmet. In der Museumsfabrik in der Alten Webereit zeigt das Stadtmuseum Nordhorn an laufenden, historischen Maschinen den gesamten Produktionsvorgang einer Textilfabrik. In der Ausstellung wird die Aufbereitung des Rohstoffes Baumwolle vorgeführt sowie die Herstellung von Garn in der Spinnerei und die Verarbeitung der Garne zu einem textilen Gewebe. Außerdem bietet die Ausstellung Dokumentarfilme und Fotografien aus der Geschichte der Nordhorner Textilindustrie.

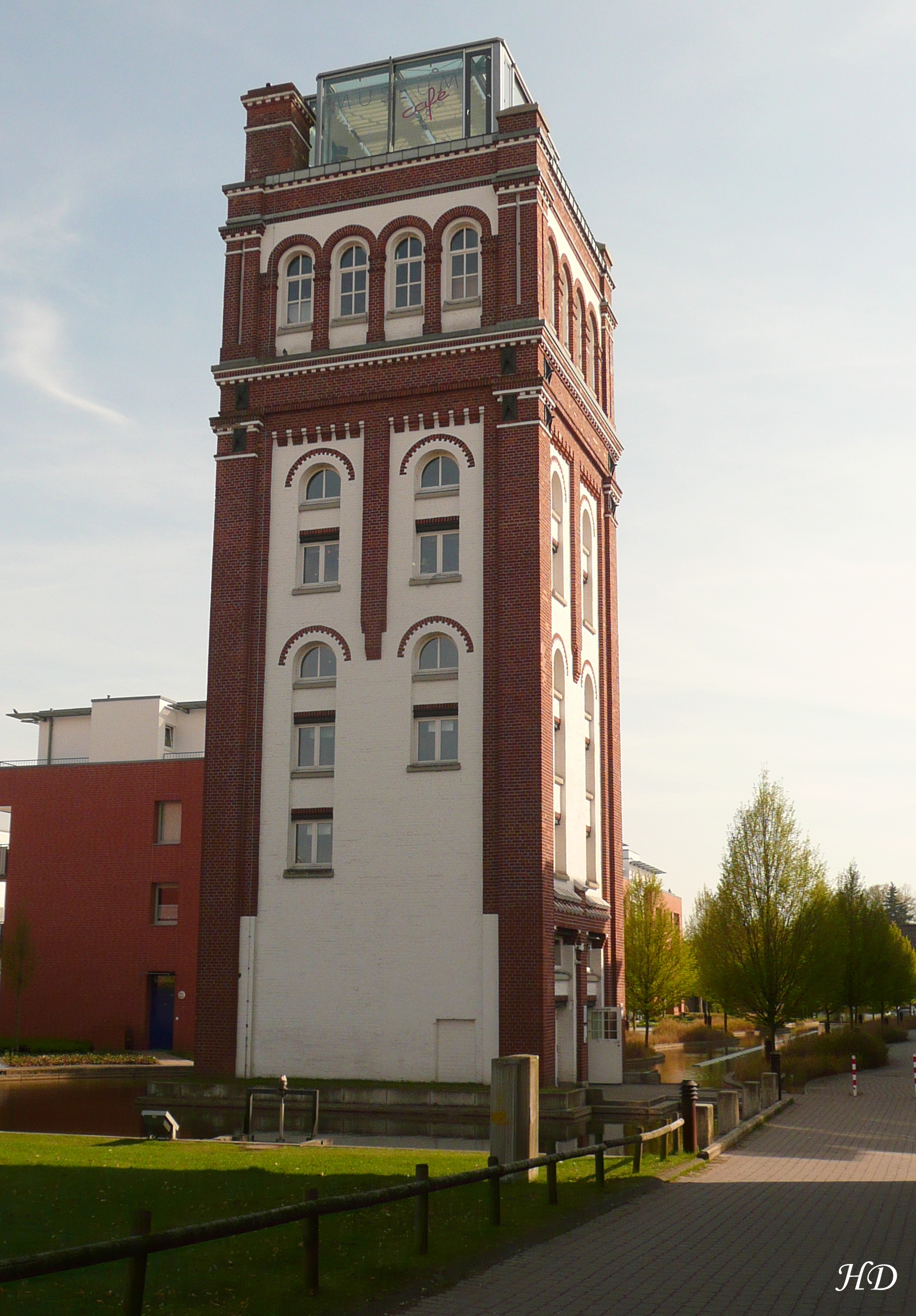
Stadtmuseum Nordhorn im Povelturm

#### Stadtmuseum Nordhorn im Povelturm

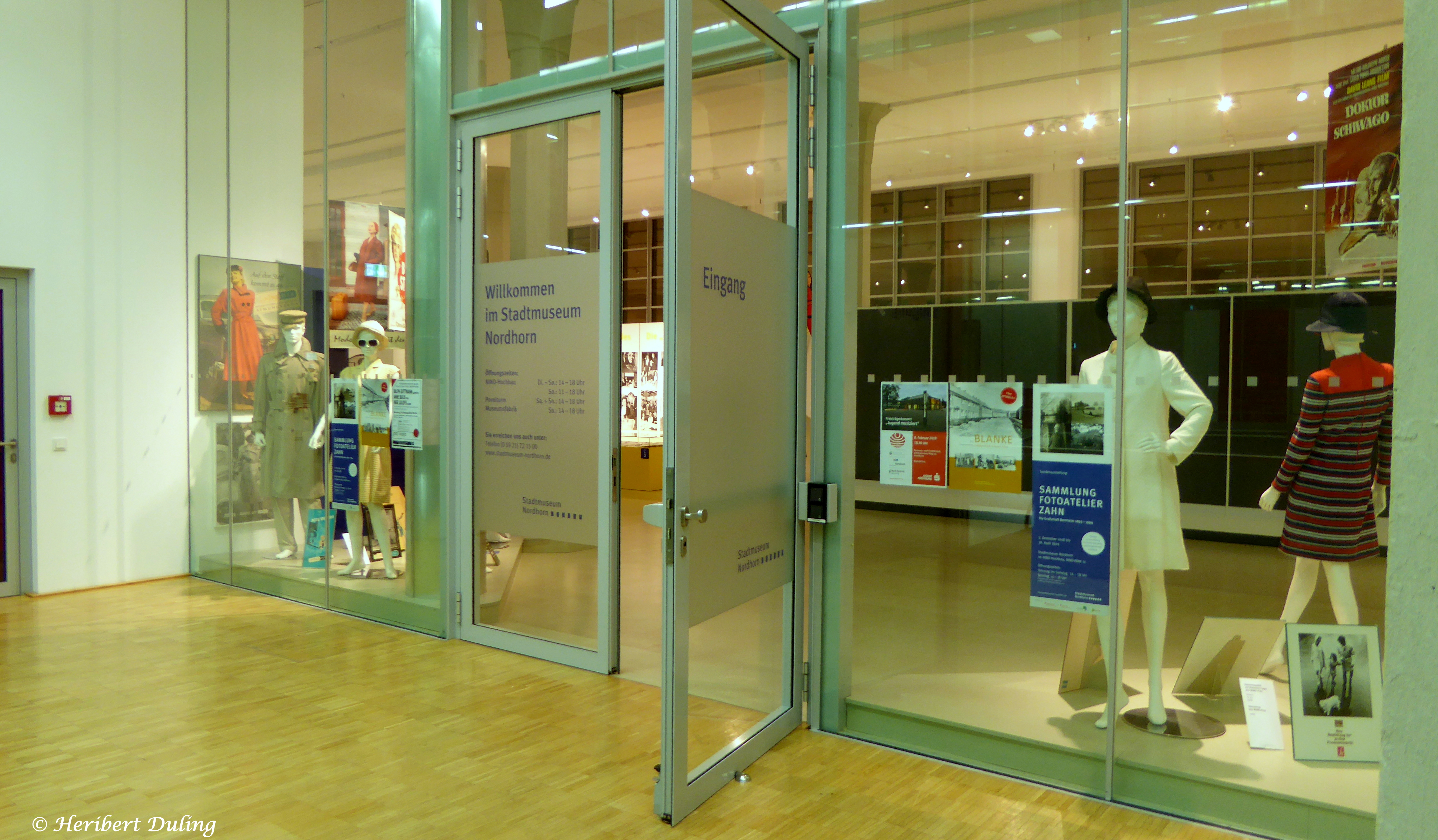
Stadtmuseum im NINO-Hochbau

Etwa 300 m von der Alten Weberei entfernt befindet sich das Stadtmuseum Nordhorn im Povelturm, ein ehemaliges Treppenhaus des 1906 erbauten Spinnereigebäudes der Textilfabrik Povel. Der ehemalige „Staub- und Wasserturm“ der Spinnerei Povel, erbaut 1906, wurde ebenfalls restauriert und umgebaut. Im Oktober 1996 eröffnete das Stadtmuseum Nordhorn hier eine erste Dauerausstellung. Das Stadtmuseum selbst wurde bereits 1994 im Auftrag der Stadt Nordhorn vom „Museumsverein für die Grafschaft Bentheim e. V.“ gegründet. Die Wechselausstellungen führen auf eine Zeitreise durch die Stadtgeschichte Nordhorns im 19. und 20. Jahrhundert. Unter dem Glasdach des 26 Meter hohen Turmes befindet sich die Bar „Hoch5“.

#### Stadtmuseum Nordhorn im NINO-Hochbau
Die Textilgeschichte und Textilkultur des einstigen Textilzentrums Nordhorn finden ihren Ort in der im April 2011 eröffneten Dauerausstellung „Menschen, Mode und Maschinen“ im NINO-Hochbau an der NINO-Allee. Der unter Denkmalschutz stehende ehemalige NINO-Spinnereihochbau wurde 2009 umfassend saniert und zu einem „Kompetenzzentrum Wirtschaft“ umgestaltet. Mit Mitteln der Stadt Nordhorn betreibt das Stadtmuseum im 1. Obergeschoss eine Ausstellungsfläche von 1.200 Quadratmetern zur Textilkultur und Modegeschichte.

#### Schifffahrtsmuseum
An der Lingener Straße 132 befindet sich das Schifffahrtsmuseum, das an die Nordhorner Zeit als Stadt des Schiffsbaus erinnert, Gegenstände aus der Kahnschifffahrtzeit Nordhorns ausstellt und zusammen mit dem Verein Graf Ship die Tradition der Nordhorner Binnenschifffahrt wiederbeleben möchte.

#### Jugendzentrum Nordhorn
Das Jugendzentrum Nordhorn existiert seit 1973 und ist damit eines der dienstältesten Jugendzentren Deutschlands. Das Gebäude des Jugendzentrums war früher ein Bauernhof. Zuerst wurde nur die Tenne benutzt, in den 1980er Jahren kam die Scheune dazu. In den 1980er Jahren war die Scheune das Zentrum der Punkszene in Nordhorn.
Es fanden und finden Konzerte in der Scheune statt. So spielten schon Die Toten Hosen, Cochise, Geier Sturzflug, Helge Schneider, Die Firma, Killerpilze, Wir sind Helden, In Extremo und Rammstein in der Scheune.

#### Stadtbibliothek Nordhorn
Die Stadtbibliothek Nordhorn geht auf eine 1873 eingerichtete Öffentliche Bücherei zurück. Nach wechselnden Standorten ist sie seit 2001 in einem umgebauten Gebäude mit unmittelbarer Anbindung an das Rathaus untergebracht. Die Bibliothek verfügt über etwa 85.000 Medieneinheiten, das Angebot ist multimedial. Der Bestand gliedert sich in die Bereiche Schöne Literatur, Sach- und Fachliteratur, Heimatbücherei, Kinder- und Jugendbücherei, Zeitungs- und Zeitschriftenabteilung, sowie die Bereiche Hörbücher und Spielfilme. Das Haus verfügt über eine spezielle Haus- und Gartenabteilung sowie über eine Elternbibliothek und Kinderbibliothek.

#### Tierpark Nordhorn

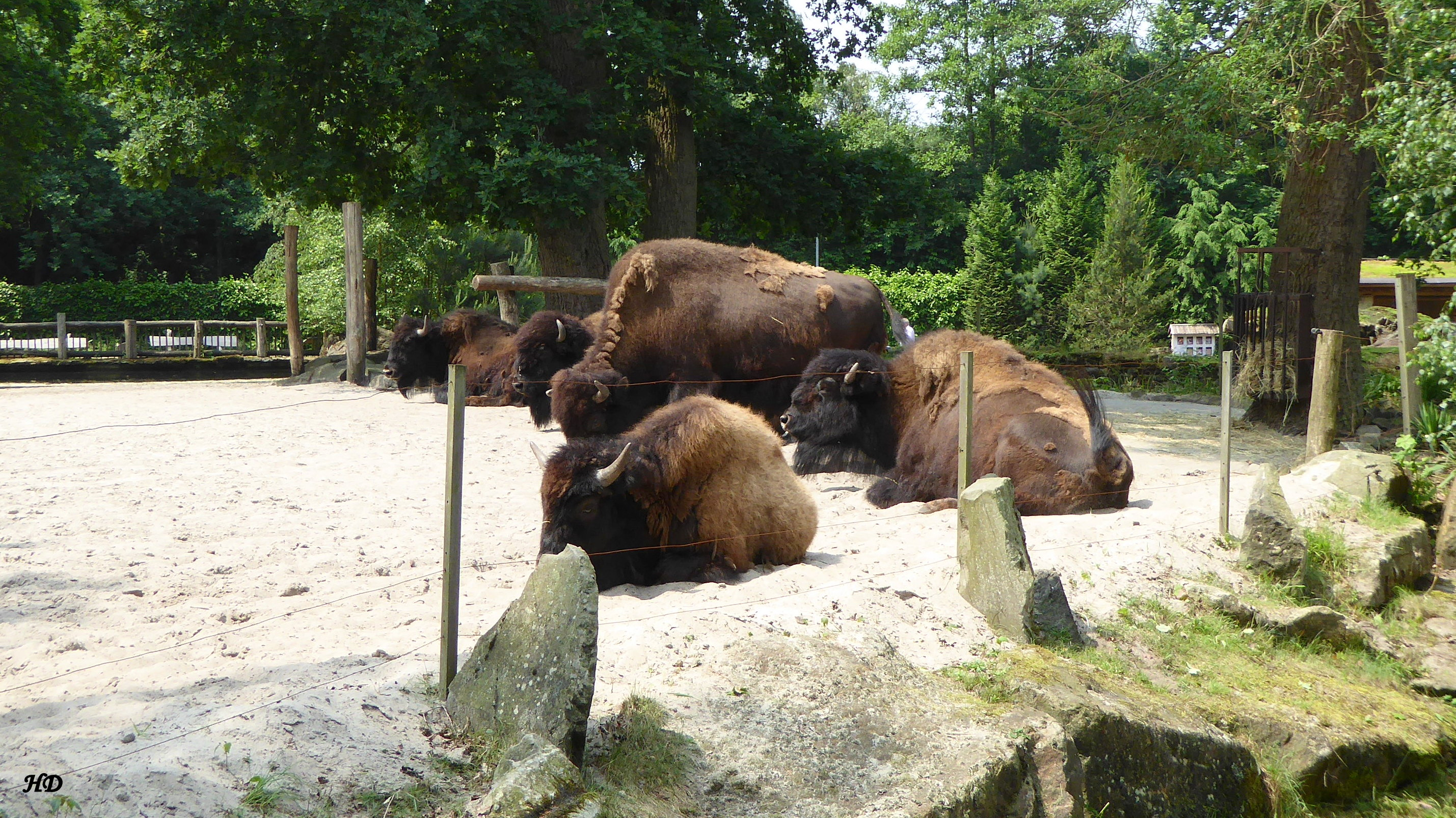
Tierpark Nordhorn

Im Jahre 1949 wurde am Heseper Weg in der Nähe der Vechte ein privater Tierpark gegründet. 1955 übernahm zunächst ein „Kuratorium des Nordhorner Tiergartens“ die Verantwortung, ab 1962 wurden die Geschäfte von einem eingetragenen Verein geführt. 1994 wurde schließlich die „Tierpark Nordhorn gGmbH“ mit der Stadt und dem Landkreis als Gesellschafter gegründet. Der Tierpark wurde im Europäischen Zooverband, in den Verband der Zoologischen Gärten und im Jahr 2007 auch in den Weltzooverband aufgenommen.
Auf einer Fläche von 12 ha werden heute rund 2000 Tiere aus mehr als 100 Arten gezeigt. Besonders verschrieben hat sich der Zoo der Erhaltung und Pflege bedrohter regionaler Haustierrassen und dem regionalen Naturschutz. Über 466.000 Gäste zählte der Tierpark 2019, davon etwa die Hälfte aus den nahen Niederlanden.

### Nordhorn in Film und Literatur
Die Anfangsszenen für den Fernseh-Antikriegsfilm Luftwaffenhelfer (1980) von Volker Vogeler wurden am Nordhorner Gymnasium gedreht. In Arno Schmidts Roman KAFF auch Mare Crisium leben die Protagonisten in Nordhorn und arbeiten in der Textilindustrie.
Die Heimatkrimis der Nordhorner Autorin Joana Brouwer spielen u. a. in Nordhorn und der Grafschaft Bentheim.

## Sport

### Vereine

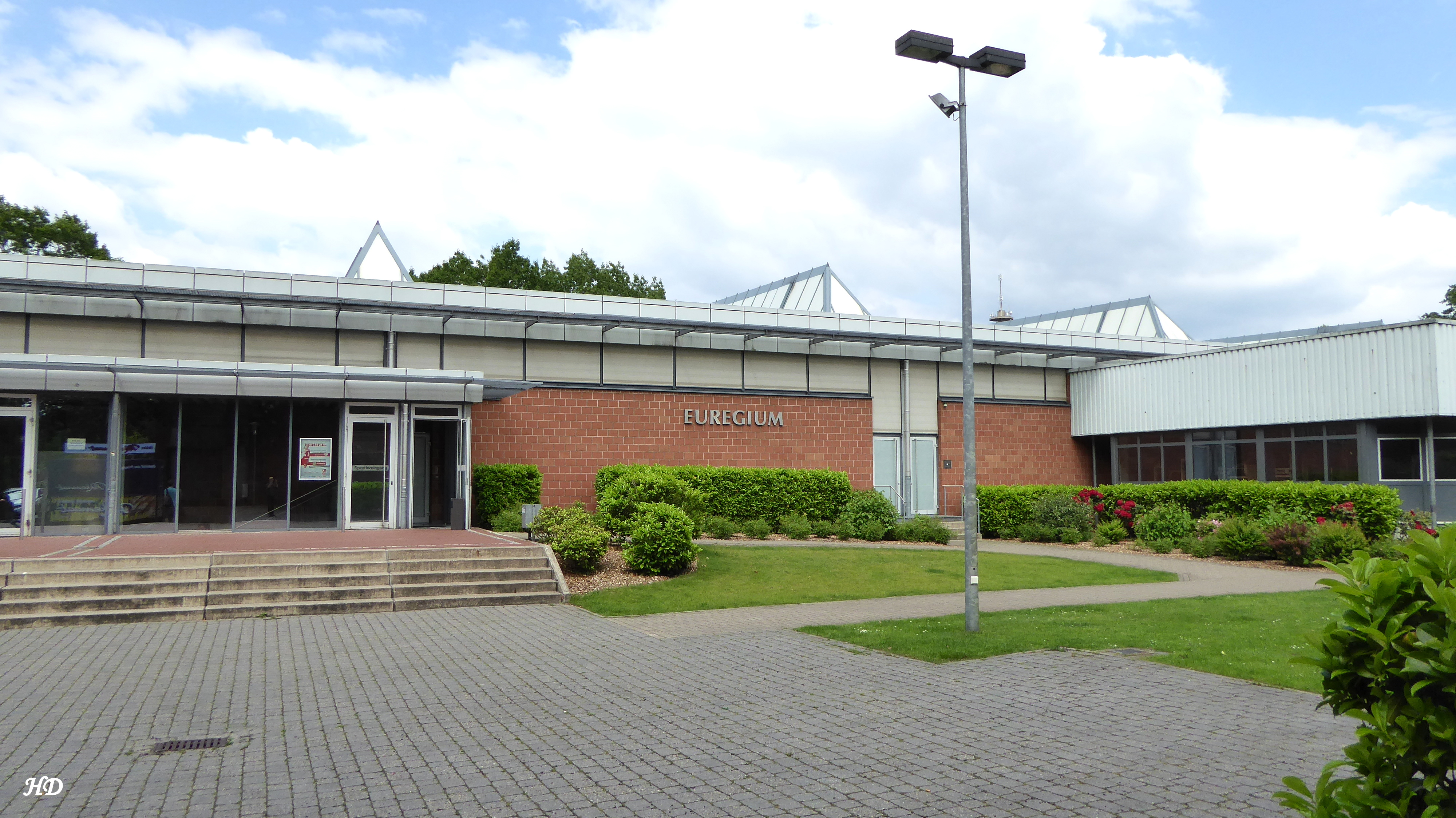
Euregium

Den 54 Sportvereinen in Nordhorn gehören fast 18.000 Mitglieder an. Zu den bekanntesten Vereinen zählen der EC Nordhorn, Eintracht Nordhorn, HSG Nordhorn-Lingen, Sparta Nordhorn und der Schachklub Nordhorn-Blanke von 1955.
Hier eine Auswahl der Vereine:
| - Academico Portugues - SV Alemannia Nordhorn - Rot-Weiß Bimolten - FC Blanke - Blau-Weiß Bookholt - SpVgg Brandlecht-Hestrup - Waldsturm Frensdorf - Heseper SV - SV Klausheide - Bootsclub Nordhorn | - Nordhorner Judo-Club e. V - Euregio Karate Nordhorn e. V. - Karateverein Nordhorn e. V. (Kempo)/Boxstaffel Galaxy - Reit- und Rennverein Vechtetal - Turnverein Nordhorn - Türkischer SV - Vorwärts Nordhorn - VfL Weiße Elf Nordhorn - Wassersportverein Nordhorn |

### Fußball
Die meisten Sportvereine bieten Fußball an; bekanntester Verein in Nordhorn ist der SV Eintracht. Die erste Herrenmannschaft spielte zwischen 1955 und 1959 in der damals erstklassigen Oberliga Nord. Seit dem Abstieg im Jahre 2014 aus der Landesliga Weser/Ems tritt die Mannschaft in der Bezirksliga Weser/Ems 3 an, ebenso wie der VfL Weiße Elf. Die höchstklassigste Damenmannschaft ist von der SG VV Nordhorn und spielt in der Bezirksliga Süd Weser/Ems.

### Handball
Bekanntester Handballverein ist die HSG Nordhorn, deren erste Herren-Mannschaft von 1999 bis 2009 und als HSG Nordhorn-Lingen von 2019 bis 2021 in der Bundesliga spielt. 2002 wurde die Mannschaft Vizemeister, 2008 gewann sie den EHF-Pokal.

### Schach
Die 1. Mannschaft des SK Nordhorn-Blanke von 1955 e. V. spielte in der Saison 2012/13 in der 2. Bundesliga West. Des Weiteren gibt es sieben Seniorenmannschaften, eine Damenmannschaft in der Regionalliga Nord-West und noch einige Jugendmannschaften, von denen die 1. Jugendmannschaft in der 1. Bundesliga Nord spielt. In der Saison 2007/08 gewann der Schachklub den Niedersachsenpokal. Deutschlandweit ist er für seine gute Jugendarbeit bekannt: Mehrere Male nahmen Jugendmannschaften an deutschen und norddeutschen Meisterschaften mit großem Erfolg teil. 2020 wurde Sophia Brunner deutsche Meisterin in der U16 und durfte sich dafür in das goldene Buch der Stadt eintragen. Seit 1986 wird jährlich das Nordhorner Schachfestival ausgerichtet, ein Ein-Tages-Schachturnier mit bis zu 400 Teilnehmern. Seit der 26. Auflage im Jahr 2012 ist es auch als „Andreas-Schaar-Gedächtnisturnier“ im Rahmen der NSV-Grand-Prix-Turnierserie bekannt.

### Schwimmen
Der Wassersportverein Nordhorn (Waspo) schwamm zwischen 1958 und 1965 mehr als 60 deutsche Rekorde im Rückenschwimmen. Ernst-Joachim Küppers erreichte zwischen 1962 und 1964 außerdem acht Europarekorde und 1964 sogar einen Weltrekord im 100 m Rückenschwimmen. Außerdem schwammen Silke Pielen, Bernd Horstmann, Helmut Horn und Ernst-Joachim Küppers lange Jahre in der deutschen Nationalmannschaft. Küppers gewann 1964 Silber und Pielen 1972 Bronze bei den Olympischen Spielen.

### Sportstätten

#### Eissporthalle
Mitte der 1970er Jahre wurde in unmittelbarer Nähe des Freibads eine Eissporthalle gebaut. Sie dient neben dem Freizeit- und Schulsport vor allem dem Spiel- und Trainingsbetrieb der Nordhorner Eissport-Vereine. Mehrfach musste aus finanziellen Gründen der Eissportverein aufgelöst und neu gegründet werden. So gab es in den Anfangsjahren den EC Nordhorn und bis 1999 den GEC Nordhorn, dessen erste Eishockey-Mannschaft unter anderem in der Bundesliga, der damals zweithöchsten Klasse, spielte. Bis Juni 2011 gab es den Verein ECE Bully-Dogs 1999 e. V., dessen Eishockey-Mannschaft in der Saison 2010/11 in der Verbandsliga Nordrhein-Westfalen spielte. Neben Eishockey hatte der Verein eine Eiskunstlauf-Abteilung; der Verein war dem Eissport-Verband Nordrhein-Westfalen e. V. angeschlossen. Im März 2011 wurde der Grafschafter Eishockey-Club 2011 gegründet, der im Juni 2011 mit dem ECE fusionierte. Der neue Verein schloss sich dem Niedersächsischen Eissport-Verband an. Nach der Insolvenz des Grafschafter Eishockey-Club 2011 wurde im Jahr 2015 der Eishockey-Club Nordhorn gegründet.
Im Jahr 2002 wurde die Eissporthalle von Grund auf renoviert. Am 8. Mai 2015 teilte die Kreisverwaltung mit, dass die Halle für die Saison 2015/16 geschlossen bleiben werde. Aufgrund von Änderungen der sicherheitstechnischen Anforderungen für Ammoniak-Kälteanlagen wurde die Betriebserlaubnis durch das Gewerbeaufsichtsamt verweigert. Nach Sanierungsarbeiten an der Kälteanlage konnte der Betrieb zunächst wieder aufgenommen werden. Bei einer turnusmäßigen Inspektion wurden schwere Schäden an der Dachkonstruktion festgestellt, sodass seit dem 23. August 2019 die Halle wegen Einsturzgefahr gesperrt ist.

#### Euregium
Das Euregium ist die Spielstätte der HSG Nordhorn-Lingen (2. Handball-Bundesliga), wird aber auch für andere Sport- und Kulturveranstaltungen genutzt.

#### Flugplatz
Am Flugplatz in Klausheide haben je zwei Segel- und Motorflugvereine ihren Sitz. Dort finden besonders im Segelflugsport auch überregionale und nationale Wettbewerbe statt.

#### Freibad
Am Sportpark befindet sich das 1973 eröffnete Freibad. Es verfügt über ein Wellenbecken, ein Sprungbecken mit zehn Meter Sprungturm, ein Sportbecken mit 8 Bahnen à 50 Meter, ein Nichtschwimmerbecken mit verschiedenen Rutschen sowie ein Planschbecken.

#### Hallenbad
Am 26. Juni 1953 wurde am Stadtring das erste Hallenbad im Nachkriegs-Deutschland eröffnet. Die Verwaltung lag bei den Stadtwerken Nordhorn. 2005 wurde dieses umfangreich modernisiert und erweitert. Am 12. September 2012 brannte das unter Denkmalschutz stehende Bad bei weiteren Renovierungen bis auf die Grundmauern nieder. 2016 wurde am Freibad am Sportpark der Neubau des Hallenbads „Delfinoh“ eröffnet.

### Regelmäßige Veranstaltungen
Im Freibad gibt es zu Pfingsten ein internationales Schwimmturnier. Der VfL Weiße Elf Nordhorn veranstaltet jedes Jahr über das Pfingstwochenende das Pfingstturnier, ein traditionelles C-Jugendfußballturnier. Im Jahr 2007 wurde die 25. Auflage ausgetragen. Die teilnehmenden Mannschaften kommen aus dem gesamten Bundesgebiet sowie aus europäischen Ländern (z. B. Niederlande, Polen, Ungarn).
Seit 2008 trägt die HSG Nordhorn jährlich am Osterwochenende den NVB-Cup aus, an dem Nachwuchsteams von Bundesligisten, aus anderen europäischen Ländern sowie Jugendnationalmannschaften teilnehmen. Die Spiele werden in den drei Hallen im Kreissportzentrum ausgetragen.

### Deutscher Rekord
Der Fußballmannschaft des Heseper SV, im Süden von Nordhorn beheimatet, gelang es, im Zeitraum von 1996 bis Oktober 1999 in 98 Meisterschaftsspielen ungeschlagen zu bleiben. Die Mannschaft schaffte in diesem Zeitraum den Durchmarsch von der fünften in die zweite Kreisklasse. Den Rekord hatte bis dahin der TSV Buchbach mit 75 Spielen ohne eine einzige Niederlage gehalten.

## Wirtschaft und Infrastruktur

### Industrie

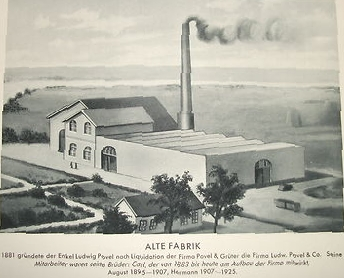
Das erste Fabrikgebäude der Fa. Povel

Handel, Handwerk und Landwirtschaft waren bis zur Mitte des 19. Jahrhunderts die wesentlichen Wirtschaftsgrundlagen in der Region. Die Schifffahrt auf der Vechte, dem Ems-Vechte-Kanal, Nordhorn-Almelo-Kanal, dem Süd-Nord-Kanal und Coevorden-Piccardie-Kanal, sowie das Fuhrwesen bildeten zu dieser Zeit wichtige Erwerbszweige. So wurde Bentheimer Sandstein, der unter anderem beim Bau des königlichen Palais in Amsterdam und vieler weiterer bedeutender Bauwerke verarbeitet wurde, vom Nordhorner Hafen aus verschifft. Die Entwicklung der Textilindustrie in Nordhorn nahm 1839 ihren Lauf, als Willem Stroink aus dem niederländischen Enschede die erste mechanische Weberei eröffnete. In der Folge entwickelte sich Nordhorn zu einem bedeutenden Standort der Textilindustrie und verdankte dieser den wirtschaftlichen Aufschwung. Die Textilindustrie wurde über einen Zeitraum von rund 150 Jahren zum Schrittmacher für die Wirtschaft und damit zum bestimmenden Element der damaligen Stadtgeschichte.
Die Industrialisierung hatte zur Folge, dass die Einwohnerzahl Nordhorns von 2.540 im Jahre 1903 und 18.104 Einwohnern im Jahre 1930 bis zur Hochzeit der Textilindustrie (1950er bis 1970er Jahre) auf bis zu 48.000 Einwohner stieg.
Die mit bis zu 6.000 Beschäftigten ehemals größte Nordhorner Textilfirma NINO gehörte bis in die 1980er Jahre zu den führenden europäischen Textilproduzenten. Das zeigt sich nicht zuletzt an der Zusammenarbeit mit international gefragten Modefotografen wie Helmut Newton oder dem bekannten Modeschöpfer und Designer Karl Lagerfeld. Von den damals großen drei Textilbetrieben NINO, Povel und Rawe existiert in der zunächst mit dem Beinamen „Klein-Amerika“ und später als „Textilstadt im Grünen“ bezeichneten Stadt seit 2001 keiner mehr. Auch die zahlreichen kleineren Firmen in und um Nordhorn konnten nicht überleben. Einzig verbliebenes größeres Unternehmen der Textilindustrie ist die 1937 gegründete Erfo Bekleidungswerk GmbH & Co. KG.
Seit dem Niedergang der Textilindustrie haben sich verschiedene Produktions- und Dienstleistungsunternehmen in Nordhorn angesiedelt. Die Ansiedlung der Citibank mit 550 Arbeitsplätzen im ehemaligen Nino-Verwaltungsgebäude war nicht von langer Dauer. Danach beherbergte das Gebäude das Call-Center der Firma RM Customer Direct, einer Tochter der Bertelsmann AG, mit rd. 150 Arbeitsplätzen. Seit 2015 betreibt Arvato, ein Unternehmensbereich der Bertelsmann AG, das Call-Center.
Insgesamt ist der Strukturwandel hin zum tertiären Sektor in und um Nordhorn im Gegensatz zu anderen Regionen sehr weit vorangeschritten. Der Großraum Nordhorn ist bundesweit vergleichsweise gut aufgestellt. Das belegen zum Beispiel die aktuellen Arbeitslosenzahlen: So hat der Agenturbezirk Nordhorn der Bundesagentur für Arbeit seit 2007 die niedrigste Quote in der Nordhälfte Deutschlands. Ein weiterer Beleg ist die im Raumordnungsbericht des Bundesamtes für Bauwesen und Raumordnung 2005 nach aktuellen Indikatoren getroffene Prognose, die im nordwestlichen Nordrhein-Westfalen und im Raum Nordhorn einen ländlichen Raum mit hoher wirtschaftlicher Dynamik in den nächsten Jahren sieht.
Auffallend ist die große Anzahl an (Lebensmittel-)Märkten in Nordhorn; so entfallen auf die Nordhorner etwa doppelt so viel Quadratmeter Verkaufsfläche pro Einwohner wie im Bundesdurchschnitt.
Im März 2007 eröffneten auf einem Teilgrundstück der ehemaligen Textilfabrik Rawe, nach anfänglich erheblichem Widerstand seitens der Einzelhändler der Innenstadt und Teilen der Bevölkerung, das „Rawe-Ring-Center“ mit etwa 22.000 m² Verkaufsfläche und ein Baumarkt.
Unter dem Slogan „Nordhorn – Die Wasserstadt“ wollen Politik und Verwaltung neue Akzente in der Stadtentwicklung setzen. So ist geplant, weitere Kanäle für Sportboote zu öffnen und die Stadtentwicklung mit dem Bau eines neuen Stadthafens voranzutreiben.

### Luft-/Bodenschießplatz
Der Luft-/Bodenschießplatz Nordhorn, besser bekannt als Nordhorn Range, war ursprünglich ein Teil des Gutes Klausheide. Er liegt südlich des Ems-Vechte-Kanals in den Gemarkungen Elbergen, Engden, Hesepe und Lohne. Zur militärischen Nutzung dieses Geländes kam es, weil die Familie Krupp von Bohlen und Halbach die Ländereien zunächst erwarb, nach dem Ersten Weltkrieg aber an einer landwirtschaftlichen Nutzung nicht mehr interessiert war. Sie stellte das Gelände deshalb 1933 der Reichswehr als Artillerie-Schießplatz zur Verfügung. Im Zweiten Weltkrieg wurde es auch als Schießplatz der Luftwaffe genutzt. Nach dem Zweiten Weltkrieg übernahm die britische Royal Air Force das Gelände.
Im Jahr 1971 wurde die Bürgerinitiative Notgemeinschaft Nordhorn-Range e. V. gegründet, die bis heute für die Einstellung des Flugbetriebs kämpft. Nach mehreren Abstürzen von Militärmaschinen wurde der Schießplatz am 8. Juli 1971 durch Klausheider Einwohner erstmals besetzt; der Flugbetrieb musste deshalb für 24 Stunden eingestellt werden. Bis 1973 kam es zu weiteren Platzbesetzungen, Schulstreiks und Großkundgebungen. Die Royal Air Force übergab 2001 den Platz an die Bundeswehr, die ihn weiterhin als Luft-/Bodenschießplatz nutzt.

### Medien
Die lokale Tageszeitung hat den Namen Grafschafter Nachrichten. Der regionale Radiosender heißt „Ems-Vechte-Welle“ mit einem Studio in Nordhorn. Es gibt zwei kostenlose Anzeigenblätter: das Grafschafter Wochenblatt und die Sonntagszeitung. Diese werden jeweils mittwochs und samstags ausgeteilt.

### Verkehr

#### Fahrradverkehr
Ein beliebtes Verkehrsmittel der Nordhorner ist das Fahrrad, hier meistens Fietse genannt (abgeleitet vom niederländischen Fiets). Ein Netz von Radwegen durchzieht den gesamten Landkreis, Paddestolen und spezielle Radwegweiser an diesen Fietsenpads weisen dem Radwanderer den Weg. Man kann auf diesen Wegen über die „grüne Grenze“ in die benachbarten Niederlande gelangen. In den Jahren 2007 und 2011 gewann die Grafschaft Bentheim den Preis für den fahrradfreundlichsten Landkreis Niedersachsens. Für die Jahre 2017 bis 2021 ist der Landkreis als „Fahrradfreundliche Kommune“ zertifiziert. Die Stadt selbst ist Mitglied in der Arbeitsgemeinschaft Fahrradfreundliche Kommunen in Niedersachsen/Bremen e. V. (AGFK) und hat, wie viele Kommunen entlang der Grenze zu den Niederlanden, einen hohen Radverkehrsanteil von 39 Prozent an den Wegen der Einwohner, bundesweit liegt dieser Wert unter 15 Prozent. In den Jahren 2014, 2016 und 2018 erreichte die Stadt jeweils den 2. Platz im Fahrradklimatest in Deutschland (Kategorie: 50.000 bis 100.000 Einwohner); Nordhorn hat mit 22 Euro Pro-Kopf-Ausgaben für den Radverkehr deutschlandweit den höchsten Wert.

#### Straßenverkehr
Die Gesamtlänge des Straßennetzes von Nordhorn beträgt 586,5 km, davon 28 km Bundesstraßen, 10,8 km Landesstraßen, 30,6 km Kreisstraßen und 517,1 km Stadtstraßen.
Im Innenstadtbereich gibt es ca. 2.800 Parkplätze, aufgeteilt in drei größere Parkbereiche (City-Nordwest, -Ost und -Süd). Die Stadt liegt in der Nähe zweier Bundesautobahnen, der A 30 und der A 31, und im Schnittpunkt der Bundesstraßen B 403 und B 213. Die Ferienstraße Oranier-Route führt durch das Stadtgebiet (B 213 Richtung Lingen/B 403 Richtung Neuenhaus).
2019 wurde die Umgehungsstraße im Norden der Stadt freigegeben. Nach der Eröffnung der Süd- und Osttangente Ende der 1990er Jahre soll mit dieser neuen Umgehungsstraße die Innenstadt weiter entlastet werden. Der Streckenverlauf führt auf sechs Kilometer um die Stadtteile Bookholt und Deegfeld herum. Eine zweite Achse führt als Teil der Nordumgehung senkrecht zur Hauptstrecke in das Stadtgebiet hinein. Das erste Teilstück zwischen Lingener Straße (B 213) und Wietmarscher Straße (L 45) wurde am 22. Oktober 2018 eröffnet.

#### Eisenbahnverkehr

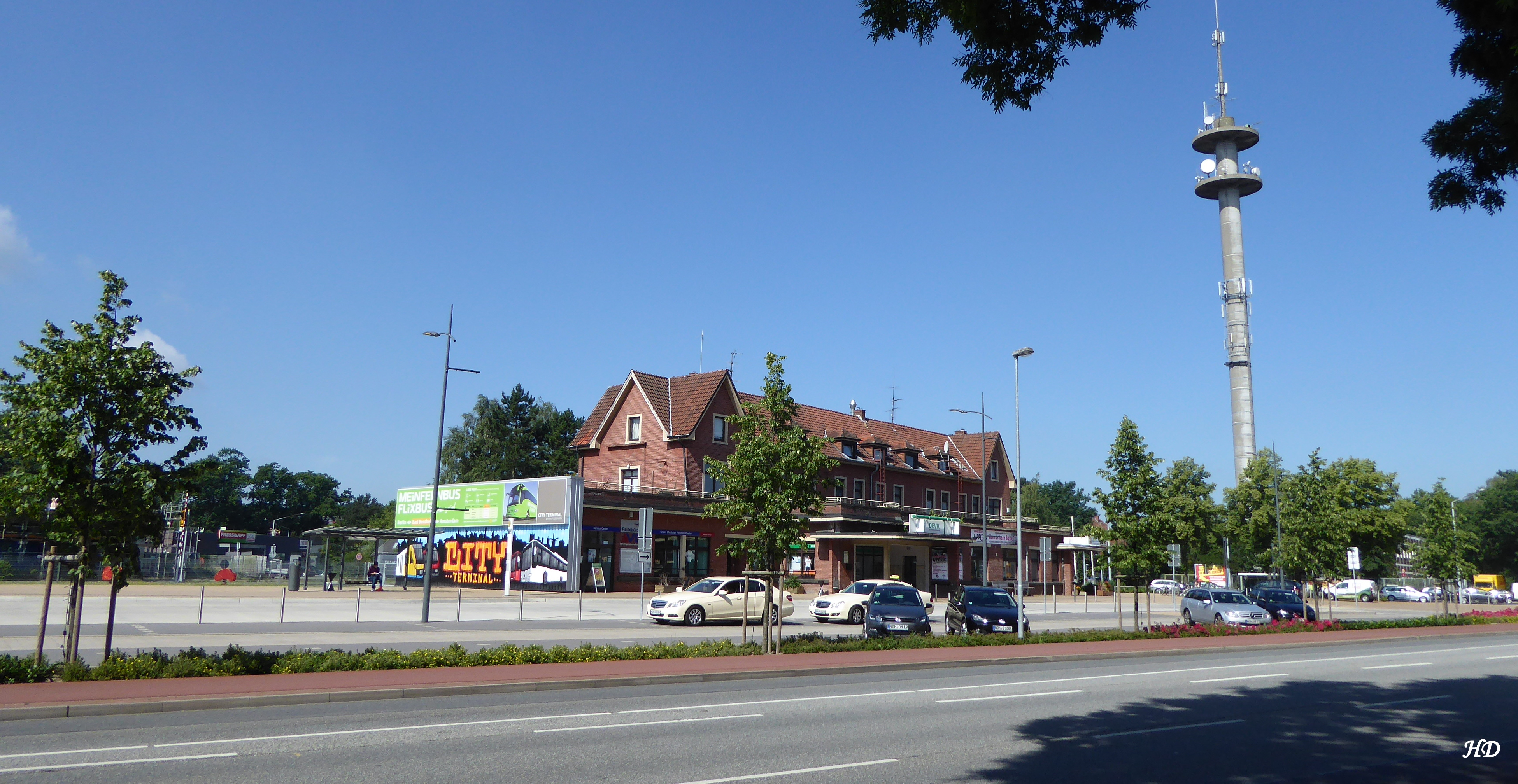
Bahnhof Nordhorn

Seit 1896 ist Nordhorn an das Netz der Bentheimer Kreisbahn (heute Bentheimer Eisenbahn) angeschlossen. Am 25. Mai 1974 wurde die Personenbeförderung auf der Schiene für rund 45 Jahre eingestellt. Nordhorn war bis zur Wiederaufnahme des Personenverkehrs auf der Bahnstrecke Neuenhaus–Bad Bentheim im Jahr 2019 mit seinen über 53.000 Einwohnern die nach Herten zweitgrößte deutsche Stadt ohne Schienenpersonenverkehr.
Der Bahnhof Nordhorn wird von der Bentheimer Eisenbahn im Güterverkehr und im Personenverkehr bedient. Die RB 56 fährt im Stundentakt auf der Strecke Neuenhaus – Nordhorn – Bad Bentheim. Am Bahnhof Nordhorn hat man zudem Anschluss an die verschiedenen Regional- und Stadtbuslinien. Zudem hat die Stadt mit Nordhorn-Blanke einen zusätzlichen Haltepunkt bekommen.
Bis 2019 modernisierte die Bentheimer Eisenbahn ihr Schienennetz mit finanzieller Förderung der Landesnahverkehrsgesellschaft Niedersachsen, damit von Bad Bentheim über Nordhorn nach Neuenhaus erneut Schienenpersonennahverkehr (SPNV) angeboten werden kann. Die Wirtschaftlichkeit wurde durch ein Gutachten nachgewiesen und der hierfür eingesetzte Lenkungsausschuss hatte zugestimmt, dass der Streckenabschnitt für den SPNV reaktiviert wird. Die Aufnahme des planmäßigen Personenverkehrs ist als RB 56 zum 7. Juli 2019 erfolgt. Die nächsten IC-Bahnhöfe befinden sich in ca. 20 km Entfernung in Bad Bentheim und Lingen.
Die Allianz pro Schiene kürte den Bahnhof Nordhorn 2023 zum „Bahnhof des Jahres“.

#### Busverkehr
Das innerstädtische Gebiet wird über die Stadtbuslinien 31 (Kloster Frenswegen – Bookholt – Blanke) und 32 (Blumensiedlung – Stadtflur), durch die Bürgerbuslinien 33 (Bookholt – Oorde – Hesepe – Brandlecht) und 38 (Sportpark – GIP – Denekamp) und mehrere Regionalbuslinien erschlossen. Mit den Regionalbussen erreicht man im regelmäßigen Taktverkehr Bad Bentheim (über Brandlecht und Hestrup, Linie 40), Neuenhaus (über Blanke und Bookholt, Linie 30), Meppen oder Twist (über Deegfeld, Linie 701/700) und Lingen (Ems) (über Klausheide, Linie 165). Alle Busse verkehren über den ZOB am Bahnhof. Von Frühjahr bis Herbst führen zu bestimmten Zeiten Busse auf den Linien Emlichheim – Neuenhaus sowie Nordhorn – Lingen (Ems) Fahrradanhänger mit (Fietsenbus). Alle Buslinien liegen im Tarifgebiet der Verkehrsgemeinschaft Grafschaft Bentheim (VGB), einem Zusammenschluss von zwei Verkehrsunternehmen.

#### Flugverkehr
In Klausheide gibt es einen Motor- und Segelflugplatz, zugelassen für Motorflugzeuge bis max. 10 t. Der nächste internationale Flughafen ist der Flughafen Münster/Osnabrück in Greven.

#### Schiffsverkehr
Nordhorn liegt inmitten des linksemsischen Kanalnetzes. Das Kanalnetz entstand zwischen 1870 und 1904. Es besteht aus dem Ems-Vechte-Kanal, dem Coevorden-Piccardie-Kanal, dem Nordhorn-Almelo-Kanal, dem Süd-Nord-Kanal und dem Nordhorner Verbindungskanal. Neben dem Gütertransport für Schiffe dienten die Kanäle der Entwässerung der Moore. Die Schifffahrt im linksemsischen Kanalnetz wurde in den Jahren 1960 bis 1973 eingestellt. Seit dem 1. Mai 2006 stehen Sportbootfahrern der Ems-Vechte- und der Nordhorn-Almelo-Kanal sowie Teilstrecken der Vechte im Stadtgebiet Nordhorns in den Sommermonaten wieder offen. Auch der Klukkert-Hafen steht als Liegeplatz wieder zur Verfügung. Seit dem 1. Mai 2009 gilt eine unbefristete Zulassung der Schifffahrt.

### Bildung

#### Schulen
Allgemeinbildende Schulen:
- 13 Grundschulen, (offene Ganztagsschulen, Bekenntnisschulen, in Klausheide eine Montessori-Schule mit Nebenstelle in Nordhorn)
- drei Oberschulen
- zwei Gymnasien, das Gymnasium Nordhorn sowie das Evangelische Gymnasium Nordhorn

Berufsbildende Schulen:
- Kaufmännische Berufsbildende Schule
- Gewerbliche Berufsbildende Schule
- Hauswirtschaftliche Berufsbildende Schule
- drei Berufliche Gymnasien (Wirtschaft, Technik, Gesundheit und Soziales)

Förderschulen:
- Astrid-Lindgren-Schule – Sprachförderung
- Vechtetal-Schule – Förderung der geistigen Entwicklung

#### Sonstige Bildungseinrichtungen
- Volkshochschule[63]
- Musikschule
- Katholische Erwachsenen- und Familienbildung (FABI)
- Evangelische Erwachsenenbildung (EEB)
- Akademie für Sozialpädagogik/Soziale Arbeit (Medikon GmbH)
- Kunstschule[64]

## Soziale Einrichtungen

### Euregio-Klinik Grafschaft Bentheim

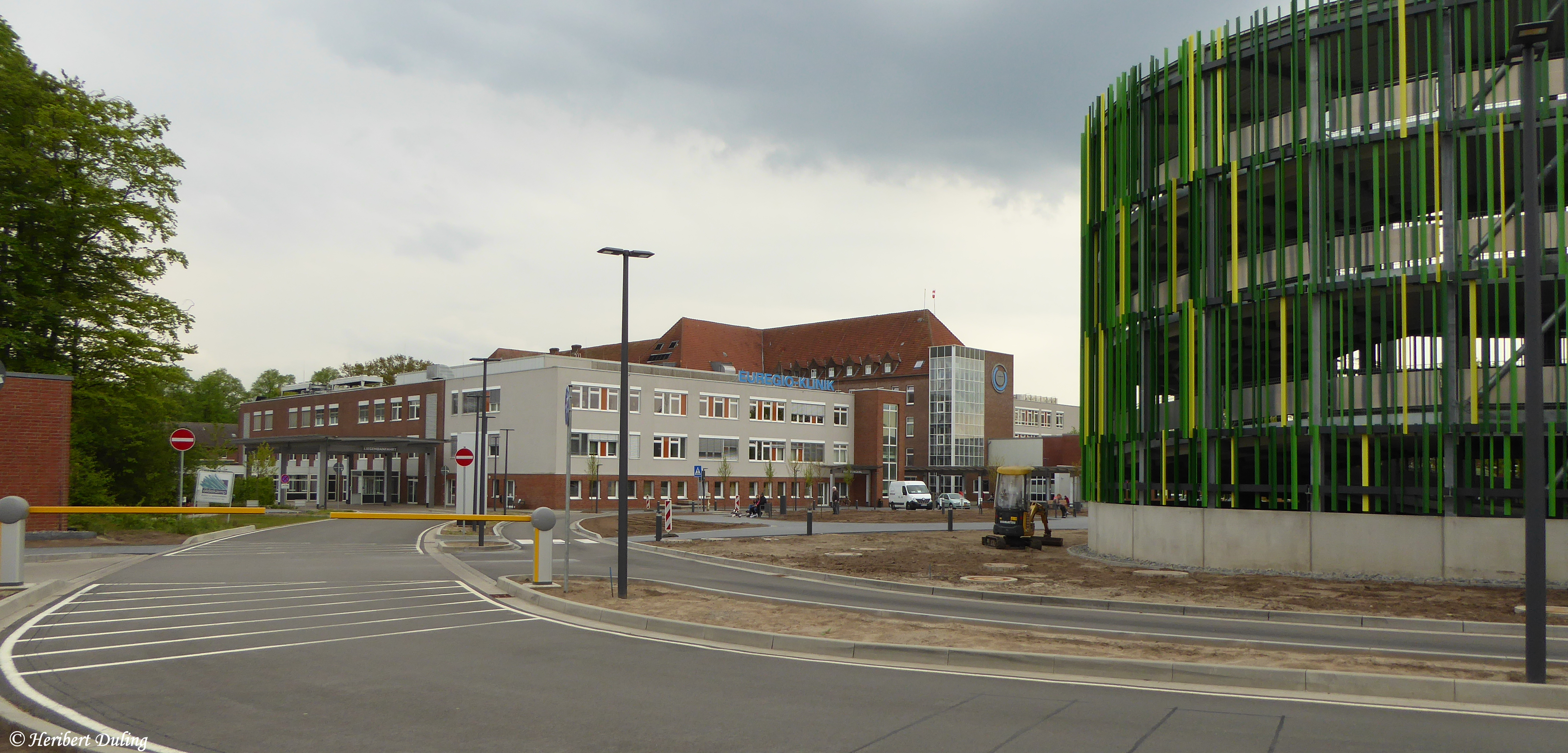
Teilansicht der Euregio-Klinik

Die Euregio-Klinik Grafschaft Bentheim ist ein Schwerpunktkrankenhaus mit 497 Planbetten in acht Haupt- und vier Belegabteilungen, das 2007 durch Zusammenführung der beiden Nordhorner Krankenhäuser, Grafschafter Klinikum und Marienkrankenhaus, entstand und die Notfall- und Gesundheitsversorgung im Landkreis Grafschaft Bentheim übernahm. Die Euregio-Klinik ist akademisches Lehrkrankenhaus der Universität Münster.

### Lebenshilfe Nordhorn
Die Lebenshilfe Nordhorn GmbH ist ein Dienstleistungsunternehmen für Menschen mit Behinderungen und für Menschen, die von Behinderungen bedroht sind. Gegründet wurde die Lebenshilfe in Nordhorn bereits im Jahre 1963. Mitbegründer war der damalige Oberkreisdirektor Ernst Mawick. Mittlerweile werden in den verschiedenen Einrichtungen der Lebenshilfe weit über 600 Menschen mit einer Behinderung gefördert, begleitet und betreut. Die Aufgaben reichen von der Frühförderung und Entwicklungsberatung in Kindertagesstätten, diversen Wohnheimen mit unterschiedlichen Betreuungssystemen, Familien entlastendem Dienst, Bildungs- und Freizeitwerk bis zum Betrieb diverser Werkstätten (zum Beispiel Tischlerei, Schlosserei, Förderbetreuungsbereich), wo Behinderte, je nach Begabung und Interesse, ihrer Arbeit unter pädagogischer Anleitung und Begleitung nachgehen können.
Des Weiteren gibt es die Musikband „Tabuwta“, eine Band von Behinderten, die durch pädagogische Mitarbeiter der Lebenshilfe und Prominente, wie zum Beispiel Guildo Horn, unterstützt werden. Im Jahr 2005 wurde die dritte CD aufgenommen und in der „Alten Weberei“ vorgestellt. Eine der drei CDs (Roden Emmer) wurde im Jahr 2000 im Jugendzentrum Nordhorn von Edgar Schmidt, Elgo Lammering und Jörg Moeken produziert.

### Vechtetalschule
Die Vechtetalschule besteht als „Förderschule geistige Entwicklung“ für die Primarstufe und die Sekundarstufen I und II seit dem Jahr 1989. Im Jahr 1992 erfolgte der Umzug in den Neubau am Mückenweg. Der Name Vechtetalschule wurde im Jahr 1997 beschlossen.
Zurzeit (2024) besuchen 275 Schüler in 35 Klassen die Schule. Etwa 125 Lehrer, Lehramtsanwärter und Praktikanten sind an der Schule beschäftigt.

## Persönlichkeiten

### Ehrenbürger
Das Ehrenbürgerrecht ist die höchste Würdigung der Stadt Nordhorn. Die Stadt hat die folgenden Personen damit ausgezeichnet:
- Ludwig Povel (* 10. April 1859; † 24. Oktober 1938) am 10. April 1929
- Jan Hindrik Hoff1 (* 13. Februar 1855; † 30. Juli 1939) am 13. Februar 1930
- Bernard Rawe (* 27. Oktober 1864; † 15. Februar 1950) am 27. Oktober 1949
- Franz Conrad, genannt Kurt Schlieper (* 1. März 1868; † 4. April 1953) am 31. August 1950
- Bernhard Niehues sen.1 (* 14. April 1868; † 29. Dezember 1950) am 31. August 1950
- Walter Fastenrath1 (* 25. September 1877; † 6. Mai 1963) am 27. September 1957

1 Der Rat der Stadt Nordhorn hat symbolisch die Ehrenbürgerwürde von Hoff, Niehues und Fastenrath am 1. Oktober 2020 aberkannt.

### Söhne und Töchter der Stadt
Bekannt wurde Nordhorn in der Geschichte oft durch seine sportlichen Söhne und Töchter. Neben erfolgreichen Einzelsportlern sind vor allem die Mannschaftssportarten Eishockey, Fußball, Handball und Volleyball traditionell stark vertreten. Vor Beginn der Fußballbundesliga spielte Eintracht Nordhorn lange Zeit in der höchsten deutschen Fußballliga, der Oberliga Nord. In den 1980er und 1990er Jahren erhielten jedoch zunächst das Eishockey und später der Handball größere Bedeutung im Stadtsport.
- 1754, 15. August, Johann Hyacinth Kistemaker, katholischer Theologe, Gymnasialdirektor und Hochschullehrer
- 1834, 28. Februar, August Ernst Zwitzers, Lehrer und Pastor
- 1882, 6. Februar, Gerhard Klopmeyer, erster Standesbeamter und Heimatforscher
- 1887, 24. Juni, Matthias Vos, Steyler Missionar und Märtyrer
- 1891, 6. Dezember, Heinrich Barlage, Leiter der Nordhorner Polizei (1945–1948), Mitbegründer des niedersächsischen Städtebundes, CDU-Politiker, Gemeinde- und Stadtrat (1923–1943), Bürgermeister von Nordhorn (1948–1952), Bundestagsabgeordneter (1953–1957)
- 1894, 4. Januar, Dietrich „Derk“ Averes, „Fliegerass“ im Ersten Weltkrieg
- 1897, 20. November, Hans Möllers, Dipl.-Ing., Leiter der Stadtwerke Nordhorn (1932–1963). 8. Dezember 1949, erstes halbautomatisches Wasserwerk in Niedersachsen.[67] 17. Januar 1957, erste Erdgasspaltanlage der Bundesrepublik Deutschland.[68] Stv. Präsident Verband dt. Gas- und Wasserwerke, Landesgruppe Niedersachsen. Direktionsmitglied Verband kommunaler Unternehmen in Niedersachsen. Vorsitzender Arbeitsgruppe Verband dt. Gas- und Wasserwerke im Regierungsbezirk Osnabrück.[69]
- 1900, 31. August, Erika Lichte, Dichterin
- 1911, 20. Januar, Liesel Albrecht-Fastenrath, Autorin
- 1916, 20. Juli, Heinz Deymann, Ratsherr und Mitbegründer der DKP in Nordhorn und Niedersachsen
- 1922, 27. Juni, Herbert Ziergiebel, aktiv im antifaschistischen Widerstand, KZ-Häftling in Dachau, nach dem Zweiten Weltkrieg Journalist und Schriftsteller in der DDR (u. a. Das Gesicht mit der Narbe, mit Armin Mueller-Stahl unter dem Titel Die letzte Chance 1962 verfilmt),
- 1922, 1. Dezember, Heinz Conradi, Fußballspieler
- 1933, Günther Erken, Theaterwissenschaftler und Dramaturg
- 1938, 8. Februar, Margarete Buscher, Leichtathletin, Teilnehmerin an den Olympischen Sommerspielen in Tokio
- 1938, 14. Dezember, Siegmund Helms, Musikwissenschaftler und Musikpädagoge
- 1939, 18. November, Otto Geisert, Fußball-Bundesligaspieler (1963–1970), erzielte den ersten Hattrick der Bundesliga
- 1942, 23. September, Bernd Horstmann, mehrfacher deutscher Schwimmmeister über 100 m Rücken
- 1944, 11. Juni, Walter Fähnders, Germanist
- 1946, 16. Juni, Heinz Stauvermann, Fußballspieler und -trainer
- 1947, 2. Februar, Lars U. Scholl, Seefahrtshistoriker
- 1947, 10. März, Arendt Hindriksen, Religionswissenschaftler und Politiker (Bündnis 90/Die Grünen)
- 1948, Maria Vedder, Künstlerin
- 1950, Karl-Wilhelm ter Horst, Sozialwissenschaftler, ev. Theologe und Pfarrer, Gründer von ECO – Verein zur Förderung europäischer Grenzkulturen e. V.
- 1952, 17. Mai, Bernhard Brink, Schlagersänger und Moderator
- 1952, 25. Dezember, Gerd Ludwig Will, Politiker (SPD), Mitglied des Niedersächsischen Landtags
- 1953, 20. April, Marie-Luise Dött, Politikerin (CDU) und MdB
- 1953, 10. August, Michael Schneider, Blockflötist und Dirigent, Gründer der Camerata Köln und La Stagione Frankfurt, Professor und Vizepräsident der Musikhochschule in Frankfurt am Main
- 1955, Gesine Reichstein, Lehrerin, Radiomoderatorin und niederdeutsche Autorin.
- 1955, 29. August, Silke Pielen, Schwimmerin, Bronzemedaillengewinnerin bei den Olympischen Spielen in München
- 1957, 1. August, Beate Merk, Politikerin (CSU), Bayerische Europaministerin
- 1957, 4. Dezember, Ludger Bült, Bibliotheksleiter und Autor
- 1958, 6. September Christina Haverkamp, Menschenrechtsaktivistin und Pädagogin
- 1958, 14. Oktober, Klaas Huizing, Schriftsteller und ev. Theologe, Lehrstuhlinhaber für Systematische Theologie in Würzburg, Mitglied im deutschen PEN-Club, Chefredakteur des Kulturmagazins Opus
- 1959, 19. Dezember, Christian Brockmeier, Jazzpianist, Komponist, Gründungsmitglied der Band Stoppok, arbeitete auch als Dozent, Studiomusiker, Ballett-Korrepetitor und Produzent
- 1960, Joachim Ragnitz, Wirtschaftswissenschaftler
- 1961, Uwe Dierks, Film- und Fernsehproduzent (Boulevard Bio, Liebe Sünde, Rhythm Is It!), Geschäftsführer der Produktionsfirma BoomtownMedia GmbH & Co. KG
- 1961, 9. Januar, Holger Kühnlenz, Politiker (AfD)
- 1961, 16. März, Friedhilde Trüün, Kinderstimmpädagogin und Kirchenmusikerin
- 1961, 14. November, Georg Plasger, Professor für systematische und ökumenische Theologie an der Universität Siegen
- 1962, 21. August, Klaus Wiener, Politiker (CDU)
- 1963, Johnny de Brest (Olaf Enkrodt), Fotokünstler
- 1963, 6. Januar, Leonhard Fischer, Manager
- 1963, 11. April, Andreas Kemper, Publizist, Blogger und Soziologe
- 1964, 16. März, Thomas Ebers, Fachbuchautor, Referent und Verleger
- 1965, 31. Januar, Ralf Hilmes, Fußballschiedsrichter
- 1965, 1. März, Christophorus Goedereis, Provinzialminister der Deutschen Kapuzinerprovinz
- 1965, 18. März, Paulo da Palma, Fußballspieler
- 1966, 17. Januar, Heiko Niere, Eishockeyspieler
- 1966, 19. Juni, Karina Kim (Silvia Conrad), Schlagersängerin
- 1966, 17. November, Stefan Wintels, Bankmanager und Betriebswirt, Vorstandsvorsitzender der KfW-Bankengruppe und Aufsichtsratsvorsitzender der KfW Capital
- 1968, 20. März, Margit Ernst-Habib, reformierte Theologin
- 1971, Marco Dreckkötter, Musiker und Filmkomponist, Mitglied der Band JaKönigJa
- 1971, Ebba Durstewitz, Musikerin, Sängerin, freie Autorin und Galeristin, Gründerin der Band JaKönigJa
- 1972, 2. Januar, Claudia Schwarz (Runde), Autorin
- 1972, 25. Juni, Thorsten Schoen, Beachvolleyballspieler
- 1973, Michael-Che Koch, Schauspieler, Synchronsprecher, Sprecher und Moderator
- 1974, 22. Juni, Johanna Reinink (Thewes), Volleyballspielerin
- 1975, Michael Lindemann, Jurist und Professor für Strafrecht, Strafprozessrecht und Kriminologie
- 1976, 9. März, Albert Stegemann, Landwirt und Politiker (CDU), Mitglied des Deutschen Bundestages, seit Januar 2018 agrarpolitischer Sprecher der CDU/CSU
- 1977, 2. Mai, Jan Fitschen, Langstreckenläufer
- 1977, 3. Juni, Jeroen Dickschat, Chemiker und Professor
- 1977, 4. November, Peer Wente, Basketballspieler
- 1979, Kai Schmidt („Lehrerschmidt“), Schulleiter und Webvideoproduzent sowie Lokalpolitiker (Bürgerforum Nordhorn)
- 1979, 14. November, Nils Meyer, Handballspieler
- 1980, 6. November, Simon Cziommer, Fußballspieler
- 1981, 24. Januar, Andrea Berg, Volleyballspielerin
- 1981, 11. Juni, Sarah Liu, Moderatorin und Fernsehschauspielerin
- 1982, 1. Mai, Christian-Hendrik Heeger, Kardiologe an der Universität zu Lübeck
- 1982, 30. Oktober, Sven Teuber, Politiker (SPD), Bildungsminister Rheinland-Pfalz und Landtagsabgeordneter im Landtag Rheinland-Pfalz
- 1985, 4. Juni, Anna-Lena Grönefeld, Tennisspielerin
- 1985, 10. August, Wiebke Kethorn, Handballspielerin
- 1986, Henner Momann, deutscher Schauspieler
- 1987, 20. März, Henning Wegter, Volleyballspieler
- 1987, 11. November, Mareike Hindriksen, Volleyballspielerin
- 1987, 1. Dezember, Jörn Kamphuis, Moderator und Mister Germany 2013
- 1988, 24. Dezember, Tommy Stroot, Fußballtrainer
- 1990, 28. August, Laskah (Eike Schomakers), Rapper
- 1991, 21. April, Cihan Bolat, Fußballspieler
- 1992, 18. September, Bianca Meyerink, Volleyballspielerin
- 1994, 5. April, Jennifer Geerties, Volleyball-Nationalspielerin
- 1999, Lea Oude Engberink, Model
- 2000, 29. Juni, Lina Alsmeier, Volleyballspielerin
- 2004, 10. April, Yiğit Karademir, Fußballspieler

## Persönlichkeiten, die in der Stadt gewirkt haben

### 1800 bis 1900
- Bernhard Niehues (1868–1950), Unternehmer und Gründer des Unternehmens NINO
- Heinrich Specht (1885–1952), Rektor, Heimatkundler und Politiker (SPD)
- Bertha Krupp von Bohlen und Halbach (1886–1957), Alleinerbin der Friedrich Krupp AG, errichtete mit ihrem Mann Gustav Krupp von Bohlen und Halbach (1870–1950) ab 1914 einen Gutshof und einen Privatflugplatz, aus dem sich die Gemeinde Klausheide und der heutige Flugplatz Nordhorn-Lingen entwickelte
- Ferdinand Kobitzki (1890–1944), Gewerkschaftsführer und Widerstandskämpfer gegen den Nationalsozialismus
- Bernard Povel (1897–1952), Fabrikant, Bundestagsabgeordneter und Retter von Juden vor der nationalsozialistischen Verfolgung
- August Perk (1897–1945), Widerstandskämpfer gegen den Nationalsozialismus

### 1901 bis 1950
- Rudolf Beckmann (1903–1992), Unternehmer und Politiker (Bürgermeister, Landrat), Initiator des Bentheimer Grenzlandausschuss und entschiedener Gegner niederl. Annexionspläne (Bakker-Schut-Plan), Einsatz für die deutsch-niederländische Versöhnung. Zahlreiche deutsche und niederländische Auszeichnungen und Ehrungen.
- Ernst Fuhry (1903–1976), Gründer der „Spartaner“ und Mitbegründer des SV Eintracht Nordhorn. Fuhry entwarf neben dem Emblem der Eintracht auch das Emblem des Deutschen Fußball-Bundes (DFB).
- Ernst Küppers (1904–1976), Schwimmer, sechsfacher Deutscher Meister und fünffacher Europarekordhalter; Olympiateilnehmer (1928 und 1932), Leiter des Hallenbades und Trainer des Waspo Nordhorn
- Reni Küppers, geb. Erkens (1909–1987), Schwimmerin, Deutsche Meisterin und Olympiateilnehmerin 1928 in Amsterdam
- Wilhelm Buddenberg (1914–1992), Bürgermeister von Nordhorn 1964–1972 (CDU)
- Heinz Schumann (1922–2003), deutscher Fußballnationalspieler, spielte von 1952 bis 1956 für Eintracht Nordhorn
- Alfred Post (1926–2013), deutscher Fußballnationalspieler, spielte von 1954 bis 1959 für Eintracht Nordhorn
- Willi Arens (1937–2011), Politiker und Gewerkschafter, letzter Bundesvorsitzender der Gewerkschaft Textil-Bekleidung
- Klemens Tietmeyer (1937–1993), Tischtennisspieler, bekleidete in Nordhorn mehrere Ehrenämter im politischen und kirchlichen Bereich
- Ernst-Joachim Küppers (1942–2025), Schwimmer des Waspo Nordhorn, mehrfacher Deutscher Meister, Teilnehmer und Silbermedaillengewinner der Olympischen Sommerspiele 1964 in Tokio
- Jenny Holzer (* 1950), US-amerikanische Künstlerin, entwarf den Schwarzen Garten in Nordhorn

### Seit 1951
- Roland Nachtigäller (* 1960), von 2003 bis 2008 Leiter der Städtischen Galerie
- Jochen Fraatz (* 1963), Handballspieler
- Thomas Brüninghoff (* 1964), Politiker (FDP)
- Ola Lindgren (* 1964), Handballspieler; Spieler und Trainer der HSG Nordhorn, Trainer der schwedischen Handballnationalmannschaft
- Jan-Hans Pokorny (* 1966), Eishockeyspieler
- Zoran Miloševic (* 1967), Fußballspieler und -trainer
- Peter Gentzel (* 1968), schwedischer Handballspieler
- Gert Goolkate (* 1970), niederländischer Fußballspieler
- Jens Kämmerling (* 1971), Veterinärmediziner und Leiter des Tierparks Cottbus
- Jesper Larsson (* 1973), schwedischer Handballtorwart
- Ljubomir Vranjes (* 1973), schwedischer Handballspieler
- Andreas Larsson (* 1974), schwedischer Handballspieler
- Nikolas Katsigiannis (* 1982), Handballtorwart
- Holger Glandorf (* 1983), Handballspieler
- Simon Heeger (* 1983), Filmkomponist und Musiker
- Toon Leenders (* 1986), niederländischer Handballspieler
- Jens Wiese (* 1987), Handballspieler
- Daniel Fontaine (* 1989), Handballspieler
- Frank Schumann (* 1979), Handballspieler und -trainer
- Lasse Seidel (* 1993), Handballspieler

## Verweise